# 足球小將
《足球小將》（日語：キャプテン翼），或譯為《足球小將翼》、《足球小子》、《隊長小翼》）是高橋陽一創作的日本足球漫畫，以及由此改编的衍生作品。作品於1981年開始連載，描繪了以「足球是朋友」為信念的主角大空翼等一眾少年們全心全意投身足球的故事。由原作《足球小將》始於主角們小學六年級開始的故事，以至與世界各國球隊競技，以及成長後進入職業足壇後一切的發展，都在系列的續作中發展下去。截止2023年3月，包括全系列漫畫的單行本、文庫本、翻譯版本以及外傳等等在內，累計發行量已超過9000萬冊。連載期間，該作品在日本國內掀起了足球熱潮，同時也受到世界各地的讀者歡迎，影響了許多後來成員職業球選手的球員。

## 概要
這是一部描繪了以「足球是朋友」為信念的主角大空翼的活躍與成長的足球漫畫。故事描述了翼與後來成為隊友的若林源三等人相遇後，戰勝了眾多競爭對手，最終將活躍的舞台擴展到國外的歷程。作品著重傳達足球的樂趣與魅力，以清新的風格，取代了以往的運動根性漫畫，作為一種全新風格的運動漫畫受到了讀者的歡迎。1983年動畫化後，在日本國內掀起了足球熱潮，對於提升當時被視為冷門運動的足球的人氣及擴大足球運動人口做出了貢獻。
隨著J聯賽的成立帶動了足球熱潮，本作也恢復了連載。從1994年到1997年，連載了描寫FIFA世青盃中活躍表現的《足球小將 世青篇》。進入2000年代後，連載雜誌轉移到《週刊YOUNG JUMP》，配合2002年FIFA世界盃的舉辦，從2001年到2004年連載了《足球小將翼 ROAD TO 2002》，2005年到2008年連載了《足球小將 GOLDEN-23》，2009年到2011年連載了《足球小將 海外激鬥篇》。從2013年起，連載雜誌轉移到《GRAND JUMP》，開始連載《足球小將 RISING SUN》。這些作品描寫了翼等主要角色們作為職業選手在西班牙、意大利、德國、日本等各國聯賽中活躍的身影。
2017年6月出版的《足球小將 RISING SUN》第6卷達成了系列總計100卷的成就。
2024年1月5日，集英社宣布漫畫連載將於同年4月發售的《足球小將雜誌》第20期結束。高橋表示：「要將腦海中直到最終回的構想全部漫畫化，需要花費40年以上的时間」，因此「決定停止連載，留下故事」。關於故事，他表示有意以「分鏡稿（腳本）」等形式繼續創作。關於連載結束的原因，除了維持製作團隊的困難以及自身體力的衰退外，他還提到：「啟發我立志成為漫畫家，同時也是我最憧憬、最尊敬的目標——水島新司老師的訃聞，也成為了讓我深思的契機。」
同年4月4日，《足球小將雜誌》第20期發售，刊載於該雜誌的《足球小將 RISING SUN THE FINAL》最終回也代表著《足球小將》作為漫畫連載作品的結束。最後標註了「未完」，並於同日預先開放的網站「キャプテン翼WORLD」上，以《足球小將 RISING SUN FINALS》為標題，上傳了分鏡稿形式的後續內容。截至2025年5月，該作品仍然以每星期更新的形式於網站上連載。

## 作品背景

### 連載前的經過
作者高橋陽一從小就喜歡棒球等體育活動，小學時擅長短跑，中學時加入乒乓球社，高中時則參加軟式棒球社。另一方面，他從國小高年級開始，受到《巨人之星》和《小拳王》等運動漫畫的影響，開始畫漫畫。
關於足球，他從少年時代起就透過「角色扮演遊戲」對足球抱有興趣，但在高中三年級時，因為在電視上觀看了於阿根廷舉辦的1978年FIFA世界盃，而開始關注足球。根據高橋的說法：「我從小就知道足球這項運動，但在電視上看了阿根廷世界盃後，才重新發現『原來足球是這麼有趣的運動』。」
1978年夏天，高中畢業後立志成為漫畫家的高橋，為了投稿被視為新人漫畫家跳板的手塚賞，創作了一部短篇漫畫。這部作品並非他一直以來創作的運動題材，而是科幻題材，但後來成為高橋第一代責任編輯的鈴木晴彥從中看到了潛力，並承諾推薦他擔任一線漫畫家的助手。此外，鈴木勸說高橋科幻題材不適合他，建議他以自己最擅長的運動為題材創作並投稿新人獎。於是，高橋選擇了自己有過經驗的棒球，以及其他新人不會採用的足球作為題材，交替進行創作。關於選擇足球作為漫畫題材的理由，他表示：「說到棒球漫畫，那是運動漫畫的王道，以水島新司為首，感覺已經被畫盡了。我是新人，想做一些別人沒做過的東西。」
高橋一邊擔任平松伸二的助手，一邊致力於創作，1980年，以足球為題材的《足球小將》在月例賞中獲獎，同年於第18期雜誌上以短篇形式刊登，實現了漫畫家出道。值得一提的是，這部作品以中學足球為題材，主角的名字是「翼太郎」，但「南葛」、「修哲」、「若林」、「石崎」等後來連載版基礎的設定和登場人物也已出現。不過，根據鈴木的說法，內容與後來連載版所描繪的爽快感略有不同，他評價道：「角色的個性未能很好地展現出來。」在以此作品為基礎進行連載化時，高橋曾考慮過與短篇同樣以中學生為主角的設定，以及以住在深山之子為主角的設定，但都陷入了瓶頸。經過反覆嘗試，最終轉變為後來作品中「對足球燃燒熱情的小學生」為主角的構想。

### 國內的足球需求
連載開始時的1980年代初期，日本足球界正處於所謂的「寒冬時代」。日本國家足球隊在FIFA世界盃外圍賽和奧運外圍賽中屢屢提早出局，日本足球聯賽的人氣也持續低迷。儘管每年冬季舉辦的全國高中足球錦標賽人氣頗高，但許多選手找不到未來的目標，到了一定時期便遠離了足球運動，這樣的情況持續不斷。此外，相對於擁有悠久傳統和完善訓練環境的歐美足球界，日本當時並不存在職業足球聯賽，訓練設備和培育系統的建設也相對落後。在這種情況下，國家隊無法參加FIFA世界盃被認為是理所當然的，據說當時世界與日本之間存在著一定的距離感。
另一方面，就日本足球界整體而言，為了普及足球運動，各地紛紛成立少年足球俱樂部，以及不同於傳統學校體育框架的讀賣足球隊和三菱養和SC等球會隊伍也相繼誕生。像靜岡縣清水市（後來的靜岡市清水區）那樣，從大人到小孩全城投入足球運動的風氣也已出現，人氣高漲的土壤正在逐漸形成。關於當時小學生對足球的接受程度，教育評論家、漫畫評論家齋藤次郎指出：「至少對小學生來說，足球還不是那麼受歡迎的項目。反過來說，正因為如此，比起已經有些陳舊的棒球等運動，足球反而讓他們感到更新鮮。」

## 登場人物
由《足球小將》到現在的《足將小將 Rising Sun》之中，世界正處於足球的黃金時代。無論日本國內，還是世界各地，都出現過不少優秀的足球選手。除此之外，亦有眾多的非球員角色，一直支援故事的發展。有關故事中出現的人物簡介，請至「足球小將角色列表」條目。

## 劇情簡介
漫畫故事主要分為四部長篇，分別是最初的《足球小將》、目標為爭奪世青盃的《足球小將世青篇》、以大空翼加盟西甲球隊—巴塞隆納作為主線的《足球小將 ROAD TO 2002》及爭取奧運冠軍的故事—《足球小將 Golden-23》。另外，亦有多部短篇故事及外傳，部分收錄於長篇或短篇集當中。

### 足球小將

#### 小學篇
小學篇介紹了主角大空翼和其他主要角色，包括石崎了、若林源三、羅伯特本鄉、岬太郎、日向小次郎、三杉淳、松山光等人的背景和在全國大賽中的比賽。故事早段講述主角大空翼遷居至靜岡縣南葛市(實際上靜岡縣並沒有南葛市，其名稱來自作者高橋陽一家鄉東京都葛飾區南部，其母校東京都立南葛飾高等學校之簡稱)，因他就讀的南葛小學與修哲小學爭拗場地使用權，認識修哲小學的隊長兼守門員若林源三，他展現固若金湯的守備動作，接連擋下美式足球（橄欖球）、手球、棒球（動畫第1、2作符合此情節；動畫第3作未呈現若林擋下其他社團球員的球；第4作新增擋下網球、籃球、曲棍球、排球等球類以及標槍）進入球門；迫使其無功而返。大空翼見此情形想要向若林挑戰，飛起一腳將寫着挑戰書的足球，從遙遠的小山上徑直踢到了若林家寬闊的院子裏。隨後在二人的較量中，翼最終將羅伯特本鄉的傳球，以頭槌頂射入網，若林卻在爭球時，不慎撞上門柱而頭破血流，一時間氣急敗壞，不憤被打敗，與大空翼相約在兩校的對抗戰中一決高下——以翼能否從自己手中得分來確定勝負，最後在兩校友中不分高下。之後全國大賽展開，大空翼的出色的足球技術及得分能力，使各人神服故邀請大空翼加盟南葛代表隊，與若林源三成為隊友出戰全國大賽。他的天賦才能震驚了整個足球界，而該年日本小學足球界亦人才輩出，當年司職前鋒的大空翼為隊長帶領的南葛，在分組賽首場，敗給了日向小次郎率領的明和小學（這場比賽也是全系列中，有大空翼出場而唯一輸過的比賽），但及後先後打敗立花兄弟的花輪隊、鋼門中西的難波隊、及三杉淳的武藏隊殺入決賽，再鬥明和小學。在若林源三復出下終，於在加時打敗鬥志頑強的明和隊奪得冠軍。

#### 中學篇
中學篇仍然是描述在日本舉行的全國中學生足球比賽，不過加插了不少新人物，包括速度快及擅長隼射門的大友中學前鋒新田瞬、來自大阪東一中學的王牌後衛殺手早田誠、來自九州比良戶中學一剛一柔的二人組合次藤洋及佐野滿等等。而若林源三、本鄉和岬太郎在此時期都已經分別離開日本。由主角大空翼帶領的南葛中學，在連番苦戰下殺入決賽，決賽對手正是決賽前所有比賽，均被教練雪藏的日向小次郎所帶領之東邦學園中學部；兩隊在激烈的對決（上半場、下半場、加時賽）後仍不分勝負，最終兩隊並列冠軍，而大空翼於日本學界的足球生涯亦暫告一段落。

#### 歐洲篇（世少篇）
歐洲篇故事緊接著中學篇而發生。在全國中學生足球比賽中脫穎而出的22位球員，組成了日本少年代表隊，遠征歐洲參加國際少年足球大賽，跟世界強隊比賽。
日本隊到達歐洲第一站漢堡，跟有施耐德、若林源三在陣的漢堡少年隊進行一場練習賽，結果在缺少翼、岬的情況下以1:5慘敗。之後，日本再敗一場，終於激發日本隊鬥志以及引發若林和翼加入日本隊，之後的賽事總算有力取勝。岬也在法國正式加入日本隊。
日本隊在法國舉行的國際少年足球大賽，翼、岬、日向等人的出色表現，先後擊敗擁有歐洲第一鋼門希林狄的意大利，有跟翼一樣擁有一流個人技術的迪亞斯在陣的阿根廷，再加上打敗一直被偏袒的主辦國法國，最後於決賽打敗歐洲第一軍團，擁有年青球王史奈達的西德，勇奪冠軍。
在決賽後，翼重遇了在他上中學前離開日本的恩師本鄉，並準備加盟恩師執教的聖保羅，正式向職業球員之路進發。

### 足球小將世青篇
世青篇故事環繞日本隊，在大空翼帶領下參加世青盃。本篇有兩個序幕，分別介紹了兩個新角色「太陽王子」葵新伍和「神之子」山達拿的出場。而大空翼已經成為了巴西職業足球隊聖保羅的10號球員。「神之子」山達拿的經典金句為：「我故意不讓守門員碰到足球，以免弄斷他的手腕。」（出現於第一期）
世少盃比賽三年後，世青盃比賽在布魯爾加共和國舉行，日本青年隊再次集結，但是一個名叫賀茂港的人帶領的RJ7隊員將日本隊打得體無完膚，主教練見上辰夫也突發疾病，賀茂港在此關頭臨危受命接管球隊。由於日向、岬、政夫、和夫、次藤、早田、新田七個主力球員被逐出球隊，日本青年軍僅餘下翼、三杉、井澤守、佐野及石崎等球員可用，晉級過程艱辛，其中對泰國一役更有翼中途傷出，幸好源三及新伍及時加入，令日本青年軍順利以外圍賽冠軍身份晉身決賽週。
面對人員不整的情況下，日本青年隊奮力戰鬥，終於從亞洲區突圍，晉身決賽週的日本隊有多名主力歸隊，使實力得以提昇，並於第二圈的分組賽及淘汰賽連番報捷，取得出線資格，以及勇奪亞洲盃冠軍。
但是布魯爾加共和國發生內戰，世青賽面臨取消。日本足協的片桐宗政提議日本接任主辦，就這樣世青賽得以順利舉行。正當好事看似到來，日本但在世青盃開賽前夕，中場球員岬卻遇上車禍未能參賽（除非日本入決賽，這樣就可以爭取在決賽後備上陣），並有可能因此掛靴。
缺少了岬，日本隊在大空翼、日向及松山等球員坐鎮下、再加上新伍及赤井等新加入球員的出色表現，先後擊退空中戰強隊墨西哥、攻擊力極強的烏拉圭、傷兵累累的義大利、合作一流、擁有白夜騎士史提芬利雲的歐洲勁旅瑞典，及由全能足球指揮塔加爾富特帶領的荷蘭後殺入決賽，對手是由大空翼的恩師本鄉羅伯特帶領，被譽為冠軍大熱門而且一球未失的巴西。
在對巴西一役，一度被認為已經不可能再出賽的岬，於下半場帶傷復出，讓日本重新振作；而比賽尾段出場的巴西隊10號後備球員拿度尼，更成為了大空翼的最強對手。最後日本於加時擊敗巴西成功奪得世青盃冠軍，擊敗了羅伯特率領的巴西隊，大空翼超越恩師。
最後的獲勝感言，大空翼呼籲全世界，停止無謂的戰爭，如果想戰鬥，就用足球來決勝負。賽後，翼正式與中澤早苗結婚。世青篇完結。

### 足球小將 Road To 2002
主要描述大空翼在加盟加泰羅尼亞巴塞隆納之後，如何由巴塞隆納B隊升級至A隊，再從主將利华尔（原型为李华度）手中爭取到出場比賽的機會。故事以巴塞隆納主場大戰由拿度尼率領的皇家马德里作結（即西班牙德比）。
另外亦有描述日向小次郎及若林源三，分別於祖雲達斯及漢堡的遭遇，不過並沒有交代若林源三在汉堡敗于拜仁慕尼黑後的去向。
世青赛1年后，大空翼转会到巴塞罗那，而日向小次郎也到祖雲達斯发展。而两个人却并非一帆风顺，大空翼练习表现出色，可是因与队伍中的世界第一球星利华尔位置重叠而被编到B队；日向也因为身体平衡原因，只在揭幕战上登场31分鐘（零入球零助攻）即被换下，后来更被租借到意丙雷吉亚纳队。最先登陆海外的若林也处于危机之中，在汉堡对阵拜仁慕尼黑的比赛，即使连番抵挡住拜仁的射球，但在最后一刻漠视主教练的战术，连累球队落败，而在之后沦为替补。日本球员在海外面临前所未有的危机。
此时的日本J联赛正在如火如荼的展开，在世青赛中受伤的岬加盟了磐田山叶，并在揭幕战中击败了浦和红宝石。
西甲方面，巴萨自联赛开启后的战绩非常糟糕，球队核心利华尔在首场对华伦西亚的赛事，更是受伤休息，缺少利華爾的巴塞隆那四場不勝（1和3負），法沙爾（范薩爾）面臨下台危機；而大空翼正好在B队出色的完成了主教练范萨尔交给他的题目—10个进球10个助攻，被召回到巴塞罗那队。迎接大空翼的处子战就是世界上德比大战的巅峰，巴塞罗那对皇家马德里，面对拥有银河战舰般豪华阵容的皇家马德里，在大空翼的出色发挥下，以6比5战胜了皇马，大空翼更是拿到了3个进球和3次助攻。ROAD TO 2002完结。

#### 足球小將 Road to 2002 Go for 2006
收錄於《足球小將 ROAD TO 2002》第15卷最尾的特別篇，以日向小次郎為主角，標題為《挫折盡頭的太陽—日向小次郎物語 in ITALY》，一共5章。

### 足球小將 Golden-23 奧運篇
足球小將 Olympics
2005年10月開始的最新連載。緊接Road to 2002故事，大空翼等等已經21歲，故事以日本U-22代表隊參加奧運足球項目為主要骨幹。故事以日本奧運代表隊以奧運會為目標而進行的各場賽事為骨幹，再加以大空翼、若林源三、拿度尼、山達拿等人於歐洲的表現貫穿全故事。
西甲德比大戰過後，日本隊也開始了奧運會足球比賽的準備功夫。主教練吉良耕三決定不召集海外球員（若林源三例外），只用國內的適齡球員來征戰奧運亞洲區預選賽。日本隊以副隊長松山光為首，配以岬太郎、三杉淳等技術型球員作為球隊主要戰力，其間亦加入了數個新角色，令整體實力有增無減。
當中不少球員重新發掘出自己的所長及潛力，如一向擔任門將的若島津一圓吉良耕三的夢想轉型為「柱躉式前鋒」、立花兄弟因其合拍程度轉型成為防守中場、三杉淳以及松山光重返中場線等，令日本隊的實力不致大幅度下降。另外，風見、古川等數個新角色也加入，令整體實力有增無減。
日本為了準備, 先後約戰擁有強大的雙箭頭的丹麥、以大量旅歐主力出擊（包括J.J. 歐查德以及波巴克）的奈及利亞以及南美的巴拉圭進行友誼賽, 憑著出色的表現, 保持不敗。第一預選的比賽因為除了在世青盃外圍賽的一個強敵外，另外的都是弱旅，日本隊一路高奏凱歌。但是到了第二預選卻受到了澳大利亞隊的強力阻擊，最後一場比賽中，日本隊必須淨勝澳大利亞三個球才能出線。最終岬太郎率領的日本隊在最後階段以4比1戰勝對手，順利進軍馬德里奧運會。GOLDEN-23完結。

### 足球小將海外激鬥篇

#### 足球小將海外激鬥篇 IN CALCIO
緊接Golden-23故事，在日本奧運代表隊成功打入奧運的同時，故事以小次郎所效力的雷吉納與葵新伍，所效力的FC阿爾比斯的一場激戰為主要骨幹。意丙收官戰中，兩隊在聯賽積分榜中只差一分的情況下，日向小次郎及葵新伍都為求協助球隊順利升上意乙，雙方奮力一戰。
奥运会预选赛结束后紧接着，意丙的联赛也将近尾声。
日向已来到意大利9个月，其带领的雷吉亚纳队截至联赛最后一轮位于第一，而葵带领的阿尔卑斯队则位于第二位，两队都有机会升至意乙，而最后一轮，两队开始了面对面的对决,最终雷吉亚纳战胜了阿尔卑斯夺冠,由于第三名的球队落败,两队都进入了意乙。海外激斗篇 IN CALCIO完结。

#### 足球小將海外激鬥篇 EN LA LIGA
在日向小次郎及葵新伍所效力的球隊都成功升上意乙的同時，在西班牙又展開另一場激戰。
故事以西甲一場由巴塞隆拿對皇家馬德里的德比戰為骨幹，作為巴塞隆拿王牌球員的大空翼，在球隊只落後榜首皇家馬德里兩分的情況下，為了協助球隊升上聯賽榜首，與皇家馬德里展開一場激烈的比賽。
初夏，日本队前往墨西哥托卢卡高原进行最后的集训，日向、葵以及大空翼与队伍汇合，为了这次奥运会，更加努力的训练，此时，大空翼想起了这短短的一年在西班牙发生的种种，当然也包括那场第二轮的德比大战...
本故事是回忆大空翼巴萨与拿度尼皇马第二轮德比之战，还出现了一位神秘观众，德比大战最后以2比2结束，此时皇马的积分还是领先巴萨的，接下来还有两场比赛，巴萨是否能逆转呢？
神秘观众与翼有着一面之缘，那时候翼在跑步爬楼梯，突然被后方神秘男人超越，速度完全跟不上，后得知他以前也是踢足球的，名叫米迦勒（大天使），是在教堂被神父带大。
在观看了翼和拿度尼的两场德比后，米迦勒燃起了足球热情，并加入了快被降级的努曼西亚隊，皇马在西甲最后一轮被努曼西亚隊击败，巴萨在打败由拿邓加带领的拉科鲁尼亚后，积分最终超过了皇马，升上榜首。

### 足球小將 Rising Sun
在拿到奧運地区赛冠軍後，目標鎖定奥运冠軍！大空翼憑藉自己出色能力，幫助巴塞隆拿奪得西甲冠軍，然而這只是日本起步的開始！
日本在奥运正赛开始前，先后打败了新西兰及墨西哥（8：1），可是翼因为疲累过度而在练习中晕厥，他也争取快速康復以赶上正赛。
不久奥运会足球比赛正式开始，由西班牙对上喀麦隆，阵中的好手米迦勒表现技惊四座，让巴西的拿度尼及辛坦拿不禁明白此前被完胜并非偶然。
日本在分組賽被分在死亡之組（C組），同組分別有世青盃對上的歐洲名門荷蘭，世少盃對陣的南美的阿根廷，以及尼日利亞。日本以熱門姿態殺入八強。
另一個焦點集中於巴西，這一次他們在分組賽與德國（世青盃以5:0淘汰對手）、中國及塞內加爾同組。德國今次以報回上次大敗之仇為目標，最後一輪爆發激戰......
半準決賽，日本隊最終對上次名的德國隊，在一陣激烈的對戰中，若林源三在防守時被施奈德踩傷背部，而後送醫手術，若島津健腳也扭傷，作為萬年後備的森崎只好出場結果一如所料被德國反先，最後日本隊在最後一刻入球成功換來進入加時賽。在加時賽日本隊和德國隊各自一陣爆發，最後大空翼又再一次發揮主角優勢帶打敗德國隊。若林源三也在這戰之後宣佈要加入拜仁幕尼黑。
進入準決賽階段，日本隊面對的是西班牙-他們在半準決賽中面對空中霸王墨西哥，米迦勒包辦所有進球之下完勝(暫時上半場完結,勝負未分)，然而靜待他們的是在先後把阿根廷和法國暴擊，而且是進攻雙核心狀態同樣上佳的巴西。

#### 足球小將 Rising Sun The Final
延續Rising Sun的故事，原定講述馬德里奧運會足球項目—準決賽日本對西班牙的下半場及決賽。高橋陽一同時宣佈為足球小將系列的最後作品。不過在連載10話之後，高橋陽一於2024年4月以年事已高、不能承擔工作量為由宣佈引退。餘下之故事將以草稿畫形式、繼續於足球小將的官方網站上不定期連載，而且亦為免費。

#### 足球小將 Rising Sun Finals
延續Rising Sun The Final的故事，講述馬德里奧運會足球項目準決賽—日本對西班牙的下半場的賽事。高橋陽一以草稿畫形式繪畫劇情，只有間中少量為精修頁。第一、二話於2024年4月公開之後，於7月開始每星期二午夜更新一話，連載速度返回了昔日的速度。

### 足球小將 Kids Dream
於2018年5月《最强Jump》連載，由戸田邦和繪製，為了讓新一代觀眾融入卡通，故事重啟，從大空翼在小時候被足球保命，以足球當盾牌，利用它的彈力，把大空翼和球彈到對面馬路的草地。十年後，母子從東京搬到靜岡縣南葛市，重新開始小學篇，但故事會延伸至2018年俄羅斯世界盃。

## 短篇故事及外傳

### 高橋陽一短篇集2

#### 足球小將 小岬外傳
足球小將岬太郎的父親決定到法國去，岬太郎究竟何去何從？在日本的足球生涯難道就此了結！？

### 高橋陽一短篇集3

#### 足球小將特別篇
荷蘭青年軍篇發生在世青篇之前。荷蘭青年軍東來日本挑戰主隊，在大空翼缺陣下球隊在第一、二場比賽中以大比數慘敗。大空翼因在巴西看見昔日隊友們的表現，因而決定趕回日本替隊友們打氣以及出席最後一場比賽，加上三杉淳指導球隊改變戰術，終於擊敗對手。

### 足球小將短篇集 Dream Field
日本在2006年推出了一共兩卷的《足球小將短篇集 Dream Field》。收錄近年曾於日本漫畫週刊Youth Jump刊載而又未曾於單行本中收錄的短篇故事。

#### 足球小將 Millennium Dream
收錄於《足球小將短篇集Dream Field》第1卷。

與原作主線無關，屬純創作的故事，因此和原作主線時間性有出入，登場人物亦有所分別。故事講述翼、日向及若林源三分別已於歐洲球壇有所成就，以超齡球員身份回國帶領奧運代表隊出賽雪梨奧運會，並殺入決賽與巴西對決，葵新伍亦於賽事尾段與翼雙雙後備上陣。此故事並沒有畫出球賽結果。

#### 足球小將 Road to 2002 Final Countdown
收錄於《足球小將短篇集Dream Field》第1卷。

故事講述日本國家隊與荷蘭國家隊的友誼賽，兩隊不相伯仲。此故事並沒有描述最後賽果。

#### 足球小將 Golden Dream
收錄於《足球小將短篇集Dream Field》第1卷。

故事講述小翼帶領歐洲強隊巴塞隆納回國與岬太郎、石崎及浦邊效力的日本球隊盤田山業作友誼賽。此故事與原作主線故事有所出入，例如巴塞隆納陣中有朗拿甸奴及拿臣等球星，而里鮑爾則不在隊中。小翼和太郎於故事中首次交手，小翼射入一球後故事便完結，並沒有描述最後賽果。

#### 足球小將 25週年紀念明星賽
這是為了慶祝《足球小將》誕生25周年而製作的特別篇，是一場由雲集《足球小將》中出現過的世界各地選手與日本隊的一場比賽。兩隊力戰90分鐘後以2:2平手，並作加時賽。不過高橋並沒有畫加時賽的內容，將結果留白。
此特別篇一共有5章，於2005年連載於Youth Jump週刊內，香港漫畫週刊的EXAM亦曾連載。同時亦收錄於《足球小將短篇集Dream Field》第2卷。

#### 足球小將 Japan Dream 2006
收錄於《足球小將短篇集Dream Field》第2卷。

## 後續故事
手機遊戲《足球小將翼：夢幻隊伍》於2021年推出全新的故事情節「NEXT DREAM」。它是基於《足球小將翼》高橋陽一構思的劇情，一方面進行監修，另一方面由遊戲開發商製作而成。有別於過往遊戲，高橋陽一曾於訪問中提及，由於自己年事已高，不可能再畫新的篇章，所以用第二個方式延續故事。故事內容講述眾日本球員完成馬德里奧運會後，加入歐洲球隊競逐歐洲冠軍聯賽的故事。計劃中的內容亦包括日本隊出戰世界盃外圍賽的範圍。
由於故事內容貼近情節一直以來的走向及讀者的期望，及不少較為以近代的球員為參考的新角色出現於故事當中，再加上為高橋陽一的原案，因此亦視被為正統後續。
以下為一些比較重要的變更︰
- 勞比杜成為日本國家隊總教練
- 林源三轉會拜仁慕尼黑
- 更多日本球員加入歐洲球會，分別為 — 岬太郎（巴黎聖日耳門）、三杉淳（阿積士）、松山光（阿仙奴）、石崎了（國際米蘭）、新田瞬（多蒙特）、早田誠（雲達不來梅）、次藤洋（馬賽）、佐野滿（馬賽）、若島津健（波圖）、浦邊反次（波圖）
- 在冬季轉會窗時，西班牙球員米迦勒、拉斐爾轉會至羅馬、岸田猛亦轉會至波圖

## 動畫

### 電視動畫

#### 第1作（1983年－1986年）
- 足球小將
日本播放日期：1983年10月13日－1986年3月27日
全數:1~128集完（1~56集為小學生篇；57~128集為初中生篇，第98-104集為動畫原創的歐洲遠征篇除外；故事內容是小學到初中結束）
放送電視台：東京電視台
放送電視台（香港）：無綫電視翡翠台（1985-86年），全國各個電視台，香港有線電視兒童台（2002年），無綫電視兒童台（2011年-2012年）
OP1 燃燒吧英雄／演唱：沖田浩之＆（第1話 - 第87話）
OP2 ／演唱：竹本孝之（第88話 - 第128話）
ED1 ／演唱：沖田浩之（第1話 - 第49話）
ED2 ／演唱：（第50話 - 第110話）
ED3 ／演唱：（第111話 - 第128話）

##### 各話列表（第1作）
| 話數                                         | 首播日期        | 日文標題                                 | 中文標題                                       | 劇本                       | 分鏡         | 演出       | 作畫監督          |
| 小学生篇                                     | 小学生篇        | 小学生篇                                 | 小学生篇                                       | 小学生篇                   | 小学生篇     | 小学生篇   | 小学生篇          |
| -------------------------------------------- | --------------- | ---------------------------------------- | ---------------------------------------------- | -------------------------- | ------------ | ---------- | ----------------- |
| 第1話                                        | 1983年 10月13日 | 大空へはばたけ                           | 翼向天空飛翔吧                                 | 三宅直子                   | 光延博愛     | 加藤雄治   | 岡迫亘弘          |
| 第2話                                        | 10月20日        | 燃えろサッカー小僧                       | 燃燒吧足球小將                                 | 三宅直子                   | 加藤雄治     | 加藤雄治   | 岡迫亘弘          |
| 第3話                                        | 10月27日        | 明日に向って、キック・オフ               | 朝向明日開球                                   | 三宅直子                   | 箕ノ口克己   | 箕ノ口克己 | 小島秀人          |
| 第4話                                        | 11月03日        | ボールは友だち                           | 足球是朋友                                     | 菅良幸                     | ケン・ひばり | 加藤雄治   | ケン・ひばり      |
| 第5話                                        | 11月10日        | ライバルはどこだ                         | 對手在哪裏呢                                   | 菅良幸                     | 大野久       | 箕ノ口克己 | 岡迫亘弘          |
| 第6話                                        | 11月17日        | ゴールをかためろ                         | 努力進球吧                                     | 平野靖士                   | 加藤雄治     | 加藤雄治   | 岡迫亘弘          |
| 第7話                                        | 11月24日        | 運命のロングシュート                     | 命運的遠射                                     | 海老沼三郎                 | 箕ノ口克己   | 箕ノ口克己 | 小島秀人          |
| 第8話                                        | 12月01日        | さわやかコンビ誕生                       | 清爽組合誕生                                   | 菅良幸                     | 大野久       | 加藤雄治   | 佐藤勝            |
| 第9話                                        | 12月08日        | ラストチャンスにかけろ                   | 抓住最後機會吧                                 | 海老沼三郎                 | 大野久       | 箕ノ口克己 | 岡迫亘弘          |
| 第10話                                       | 12月15日        | 夢はブラジルへ                           | 夢想是巴西                                     | 三宅直子                   | 吉田浩       | 加藤雄治   | 小島秀人          |
| 第11話                                       | 12月22日        | はぐれ狼小次郎あらわる                   | 孤狼小次郎登場                                 | 菅良幸                     | 矢沢則夫     | 箕ノ口克己 | 小泉謙三          |
| 第12話                                       | 12月29日        | めざせ！日本一                           | 目標！日本第一                                 | 海老沼三郎                 | 大野久       | 加藤雄治   | 谷口守泰          |
| 第13話                                       | 1984年 01月05日 | 泥まみれの熱戦                           | 滿是泥土的激戰                                 | 菅良幸                     | 岡本達也     | 箕ノ口克己 | 佐藤勝            |
| 第14話                                       | 01月12日        | フィールドの貴公子                       | 球場上的貴公子                                 | 海老沼三郎                 | 矢沢則夫     | 加藤雄治   | 岡迫亘弘          |
| 第15話                                       | 01月19日        | 傷だらけのキーパー                       | 傷痕累累的守門員                               | 平野靖士                   | 光延博愛     | 岡本達也   | 小島秀人          |
| 第16話                                       | 01月26日        | 夢はひとつ燃えろイレブン                 | 夢想是一支熱血燃燒的球隊                       | 菅良幸                     | 大野久       | 箕ノ口克己 | 谷口守泰          |
| 第17話                                       | 02月02日        | 開幕！全国大会                           | 開幕！全國大會                                 | 平野靖士                   | 矢沢則夫     | 加藤雄治   | 岡迫亘弘          |
| 第18話                                       | 02月09日        | 宿命の対決！ 翼VS小次郎                  | 宿命的對決！翼VS小次郎                         | 平野靖士                   | 矢沢則夫     | 岡本達也   | 小泉謙三          |
| 第19話                                       | 02月16日        | 恐怖の弾丸シュート                       | 恐怖的炮彈射門                                 | 海老沼三郎                 | 矢沢則夫     | 箕ノ口克己 | 小島秀人          |
| 第20話                                       | 02月23日        | サッカーは俺の夢だ！                     | 足球是我的夢！                                 | 菅良幸                     | 光延博愛     | 岡本達也   | 谷口守泰          |
| 第21話                                       | 03月01日        | 泣くな！翼                               | 不要哭！翼                                     | 三宅直子                   | 大野久       | 箕ノ口克己 | 岡迫亘弘          |
| 第22話                                       | 03月08日        | 双子のストライカー                       | 雙胞胎的前鋒                                   | 海老沼三郎                 | 矢沢則夫     | 岡本達也   | 小島秀人          |
| 第23話                                       | 03月15日        | 石崎の大チョンボ                         | 石崎的大活躍                                   | 平野靖士                   | 矢沢則夫     | 箕ノ口克己 | 小泉謙三          |
| 第24話                                       | 03月22日        | 空中大決戦                               | 空中大決戰                                     | 菅良幸                     | 大野久       | 岡本達也   | 岡迫亘弘          |
| 第25話                                       | 03月29日        | 俺が大会一のキーパーだ！                 | 我是大會第一的守門員！                         | 海老沼三郎                 | 大野久       | 箕ノ口克己 | 小島秀人          |
| 第26話                                       | 04月05日        | ガラスのエース                           | 易碎的王牌                                     | 菅良幸                     | 高垣幸蔵     | 岡本達也   | 谷口守泰          |
| 第27話                                       | 04月12日        | ベスト4！激突                            | 前四的激戰                                     | 海老沼三郎                 | 大野久       | 箕ノ口克己 | 岡迫亘弘          |
| 第28話                                       | 04月19日        | 北国の熱きイレブン                       | 北國的熱血之人                                 | 海老沼三郎                 | 大野久       | 岡本達也   | 小泉謙三          |
| 第29話                                       | 04月26日        | 血みどろの対決                           | 沾滿鮮血的對決                                 | 菅良幸                     | 箕ノ口克己   | 箕ノ口克己 | 小島秀人          |
| 第30話                                       | 05月03日        | 傷だらけの貴公子                         | 傷痕累累的貴公子                               | 平野靖士                   | 大野久       | 岡本達也   | 岡迫亘弘          |
| 第31話                                       | 05月10日        | 華麗なる対決                             | 華麗對決                                       | 海老沼三郎                 | 大野久       | 箕ノ口克己 | 谷口守泰          |
| 第32話                                       | 05月17日        | 翼をワナにかけろ                         | 翼中了圈套                                     | 海老沼三郎                 | 藤見大吾     | 岡本達也   | 小島秀人          |
| 第33話                                       | 05月24日        | とべない翼                               | 飛不起來的翼                                   | 海老沼三郎                 | 大野久       | 箕ノ口克己 | 小泉謙三          |
| 第34話                                       | 05月31日        | よみがえれ翼                             | 復活的翼                                       | 平野靖士                   | 藤見大吾     | 岡本達也   | 岡迫亘弘          |
| 第35話                                       | 06月07日        | 淳死なないで                             | 淳不要死                                       | 菅良幸                     | 光延博愛     | 阿宮正和   | 小島秀人          |
| 第36話                                       | 06月14日        | ボクの心臓まだ動いている                 | 我的心臟還在動                                 | 海老沼三郎                 | 岡本達也     | 岡本達也   | 谷口守泰          |
| 第37話                                       | 06月21日        | 奇跡の超ロングシュート                   | 奇蹟的超遠射門                                 | 菅良幸                     | 箕ノ口克己   | 箕ノ口克己 | 岡迫亘弘          |
| 第38話                                       | 06月28日        | 眠れる猛虎・小次郎                       | 沉睡的猛虎・小次郎                             | 平野靖士                   | 大野久       | 阿宮正和   | 小泉謙三          |
| 第39話                                       | 07月05日        | 復活！天才キーパー若林                   | 復活！天才守門員若林                           | 海老沼三郎                 | 日下部光雄   | 岡本達也   | 岡迫亘弘          |
| 第40話                                       | 07月12日        | 出た!先制のツインシュート                | 出來了！先發制人的雙重射門                     | 菅良幸                     | 近藤英輔     | 阿宮正和   | 谷口守泰          |
| 第41話                                       | 07月19日        | 激突！若林対小次郎                       | 激戰！若林對小次郎                             | 海老沼三郎                 | 箕ノ口克己   | 箕ノ口克己 | 鈴木大司          |
| 第42話                                       | 07月26日        | 猛虎よ牙をむけ！                         | 猛虎呀亮出獠牙吧                               | 菅良幸                     | 矢沢則夫     | 岡本達也   | 小島秀人          |
| 第43話                                       | 08月02日        | 危うし！ゴールデンコンビ                 | 危險！黃金組合                                 | 平野靖士                   | 大野久       | 阿宮正和   | 岡迫亘弘          |
| 第44話                                       | 08月09日        | 炎のダイビングヘッド                     | 火焰的魚躍衝頂                                 | 菅良幸                     | 日下部光雄   | 岡本達也   | 小泉謙三          |
| 第45話                                       | 08月16日        | ピンチ！エースなき戦い                   | 危機！王牌的戰鬥                               | 菅良幸                     | 箕ノ口克己   | 箕ノ口克己 | 谷口守泰          |
| 第46話                                       | 08月23日        | やった！石崎得意の顔面ブロック           | 太棒了！石崎得意的臉部接球                     | 海老沼三郎                 | 矢沢則夫     | 阿宮正和   | 小島秀人          |
| 第47話                                       | 08月30日        | 小次郎のVサイン                          | 小次郎的勝利手勢                               | 菅良幸                     | 大野久       | 岡本達也   | 小島秀人          |
| 第48話                                       | 09月06日        | 奇跡を呼ぶトリプルシュート               | 呼喚奇蹟三連射                                 | 海老沼三郎                 | 近藤英輔     | 阿宮正和   | 小泉謙三          |
| 第49話                                       | 09月13日        | 灼熱の延長戦                             | 激烈的延長戰                                   | 平野靖士                   | 箕ノ口克己   | 箕ノ口克己 | 岡迫亘弘          |
| 第50話                                       | 09月20日        | ああ幻のゴール！？                       | 啊虛幻的進球！？                               | 菅良幸                     | 矢沢則夫     | 岡本達也   | 谷口守泰          |
| 第51話                                       | 09月27日        | オレたちは負けない！                     | 我們不服輸！                                   | 海老沼三郎                 | 近藤英輔     | 阿宮正和   | 中泉弘            |
| 第52話                                       | 10月04日        | 死闘！再延長戦                           | 死鬥！再延長戰                                 | 菅良幸                     | 大野久       | 岡本達也   | 小島秀人          |
| 第53話                                       | 10月11日        | 復活！ゴールデンコンビ                   | 復活！黃金組合                                 | 海老沼三郎                 | 箕ノ口克己   | 箕ノ口克己 | 岡迫亘弘          |
| 第54話                                       | 10月18日        | 最後の決戦！翼対小次郎                   | 最後的決戰！翼對小次郎                         | 平野靖士                   | 矢沢則夫     | 阿宮正和   | 谷口守泰          |
| 第55話                                       | 10月25日        | 栄光そしてサヨナラ                       | 光榮然後再見                                   | 菅良幸                     | 大野久       | 岡本達也   | 岡迫亘弘          |
| 第56話                                       | 11月01日        | それぞれの旅立ち                         | 各自的旅程                                     | 海老沼三郎                 | 近藤英輔     | 阿宮正和   | 小島秀人          |
| 中学生篇（第98-104話為動畫原創的歐洲遠征篇） |                 |                                          |                                                |                            |              |            |                   |
| 第57話                                       | 11月08日        | オレたち中学三年生                       | 我們是初三學生                                 | 平野靖士                   | 箕ノ口克己   | 箕ノ口克己 | 岡迫亘弘          |
| 第58話                                       | 11月15日        | V3への熱きスタート                       | 三連冠的熾熱開始                               | 園田英樹                   | 矢沢則夫     | 岡本達也   | 谷口守泰          |
| 第59話                                       | 11月22日        | 新たなるライバル                         | 新的對手                                       | 菅良幸                     | 大野久       | 阿宮正和   | 福田新            |
| 第60話                                       | 11月29日        | 翼よ！フィールドの鷹になれ               | 翼啊！化為球場上的雄鷹吧                       | 海老沼三郎                 | 岡本達也     | 岡本達也   | 小島秀人          |
| 第61話                                       | 12月06日        | ノートラップ隼シュート                   | 無越位獵鷹射門                                 | 園田英樹                   | 箕ノ口克己   | 箕ノ口克己 | 岡迫亘弘          |
| 第62話                                       | 12月13日        | 挑戦者たちのララバイ                     | 挑戰者們的搖籃曲                               | 菅良幸                     | 矢沢則夫     | 阿宮正和   | 福田新            |
| 第63話                                       | 12月27日        | 打倒・翼！オレがヒーローだ               | 打倒・翼！我就是英雄                           | 海老沼三郎                 | 大野久       | 岡本達也   | 岡迫亘弘          |
| 第64話                                       | 12月27日        | 甦ったエース・三杉淳                     | 復活的王牌・三杉淳                             | 菅良幸                     | 箕ノ口克己   | 箕ノ口克己 | 木村真弓          |
| 第65話                                       | 1985年 01月03日 | 夢の対決！三杉対小次郎                   | 夢幻對決！三杉對小次郎                         | 菅良幸                     | 矢沢則夫     | 阿宮正和   | 谷口守泰          |
| 第66話                                       | 01月10日        | ヨーロッパ発翼くんへ                     | 向歐洲展翅飛翔吧                               | 園田英樹                   | 大野久       | 岡本達也   | 小島秀人          |
| 第67話                                       | 01月17日        | フィールドに散った貴公子                 | 球場上凋零的貴公子                             | 八木良一                   | 矢沢則夫     | 阿宮正和   | 福田新            |
| 第68話                                       | 01月24日        | 若林からの手紙                           | 若林的信                                       | 菅良幸                     | 大野久       | 岡本達也   | 岡迫亘弘          |
| 第69話                                       | 01月31日        | 牙をとぐ猛虎・小次郎                     | 摩動獠牙的猛虎・小次郎                         | 園田英樹                   | 岡本達也     | 岡本達也   | 福田新            |
| 第70話                                       | 02月07日        | めざせV3!波乱の開幕                      | 目標三連冠！動盪開幕                           | 八木良一                   | 矢沢則夫     | 阿宮正和   | 小島秀人          |
| 第71話                                       | 02月14日        | 決めろ！ドライブシュート                 | 決定了！衝力射門                               | 海老沼三郎                 | 大野久       | 岡本達也   | 松本勝次          |
| 第72話                                       | 02月21日        | 防げ！必殺のカミソリシュート             | 防下吧！必殺的剃刀式射門                       | 園田英樹                   | 矢沢則夫     | 中村憲由   | 岡迫亘弘          |
| 第73話                                       | 02月28日        | ライバルたちの熱き足音                   | 對手們激烈的腳步聲                             | 八木良一                   | 箕ノ口克己   | 箕ノ口克己 | 福田新            |
| 第74話                                       | 03月07日        | 出た！スカイラブ・ハリケーン             | 出來了！空中愛的颶風                           | 菅良幸                     | 大野久       | 岡本達也   | 岡迫亘弘          |
| 第75話                                       | 03月14日        | 翼よ誰よりも高く飛べ                     | 翼啊誰能飛得更高                               | 園田英樹                   | 矢沢則夫     | 中村憲由   | 小島秀人          |
| 第76話                                       | 03月21日        | 立花兄弟・必殺のコンビプレー             | 立花兄弟・必殺的搭檔踢球                       | 菅良幸                     | 大野久       | 岡本達也   | 福田新            |
| 第77話                                       | 03月28日        | 決めろ！スライディングシュート           | 決定了！滑行射門                               | 八木良一                   | 箕ノ口克己   | 箕ノ口克己 | 岡迫亘弘          |
| 第78話                                       | 04月04日        | 激突！ベスト8                            | 激戰！打入前八                                 | 菅良幸                     | 近藤英輔     | 近藤英輔   | 福田新            |
| 第79話                                       | 04月11日        | 北の荒鷲・松山光                         | 北方的荒鷲・松山光                             | 園田英樹                   | 大野久       | 岡本達也   | 岡迫亘弘          |
| 第80話                                       | 04月18日        | ベールをぬいだ怪童次藤洋                 | 揭下面紗的怪童次藤洋                           | 海老沼三郎                 | 近藤英輔     | 近藤英輔   | 松本勝次          |
| 第81話                                       | 04月25日        | 羽をもがれたフィールドの鷹               | 斷翼的球場雄鷹                                 | 菅良幸                     | 箕ノ口克己   | 箕ノ口克己 | 小島秀人          |
| 第82話                                       | 05月02日        | 気迫の連続ドライブシュート               | 有氣勢的連續衝力射門（奇蹟性平直彎曲球）       | 八木良一                   | 矢沢則夫     | 光延博愛   | 福田新            |
| 第83話                                       | 05月09日        | 激突！ゴール前の死闘                     | 激戰！球門前的死鬥                             | 園田英樹                   | 大野久       | 近藤英輔   | 福田新            |
| 第84話                                       | 05月16日        | 不滅のチームワーク                       | 不滅的團隊精神                                 | 菅良幸                     | 箕ノ口克己   | 箕ノ口克己 | 谷口守泰          |
| 第85話                                       | 05月23日        | 燃えあがれ！ベスト4                      | 燃燒吧！擠進前四                               | 海老沼三郎                 | 矢沢則夫     | 中村憲由   | 岡迫亘弘          |
| 第86話                                       | 05月30日        | 若島津・無念の初失点                     | 若島津・毫無疑問的首次失分                     | 園田英樹                   | 大野久       | 近藤英輔   | 福田新            |
| 第87話                                       | 06月06日        | オリの中の猛虎・小次郎                   | 籠中的猛虎・小次郎                             | 菅良幸                     | 矢沢則夫     | 箕ノ口克己 | 谷口守泰          |
| 第88話                                       | 06月13日        | 怒りのタイガー軍団！！                   | 憤怒的老虎軍團！！                             | 園田英樹                   | 大野久       | 近藤英輔   | 高木敏夫          |
| 第89話                                       | 06月20日        | 岬太郎のヨーロッパ便り                   | 岬太郎從歐洲寄來的信                           | 菅良幸                     | 矢沢則夫     | 谷口守泰   | 谷口守泰          |
| 第90話                                       | 06月27日        | 夢のヨーロッパ遠征・選ばれるのは誰か！？ | 夢想的歐洲遠征被選上的是誰！？                 | 海老沼三郎                 | 近藤英輔     | 近藤英輔   | 高木敏夫          |
| 第91話                                       | 07月04日        | フィールドに翔べ！鷲と鷹                 | 在球場上飛吧！鷹和鷲                           | 園田英樹                   | 大野久       | 西川龍二   | 松本勝次 木下敏治 |
| 第92話                                       | 07月11日        | 北の荒鷲・無敵のロングシュート           | 北方的荒鷲無敵的遠射                           | 菅良幸                     | 箕ノ口克己   | 箕ノ口克己 | 高木敏夫          |
| 第93話                                       | 07月18日        | 勝利への逆襲                             | 勝利的逆襲                                     | 園田英樹                   | 矢沢則夫     | 近藤英輔   | 松本勝次          |
| 第94話                                       | 07月25日        | 猛攻！四連続シュート                     | 猛攻！四個連續射門                             | 菅良幸                     | 大野久       | 首藤行朝   | 岡迫亘弘          |
| 第95話                                       | 08月01日        | 傷だらけの翼よみがえれ不死鳥             | 傷痕累累的翼復活的不死鳥                       | 海老沼三郎                 | 矢沢則夫     | 近藤英輔   | 松本勝次          |
| 第96話                                       | 08月08日        | さらば北の戦士                           | 再見了北方的戰士（燃燒的北國的戰士）           | 園田英樹                   | 箕ノ口克己   | 箕ノ口克己 | 小島秀人          |
| 第97話                                       | 08月15日        | 猛虎の挑戦状                             | 猛虎的挑戰書                                   | 園田英樹                   | 大野久       | 近藤英輔   | 岡迫亘弘          |
| 第98話                                       | 08月22日        | ヨーロッパの熱き誓いを思い出せ           | 想起歐洲時激情的誓言（歐洲賽的回想起憶）       | 菅良幸                     | 矢沢則夫     | 近藤英輔   | 岡迫亘弘          |
| 第99話                                       | 08月29日        | 翼対イングランド重戦車軍団               | 翼對英格蘭重戰車軍團（日本隊對歐洲英格蘭之戰） | 菅良幸                     | 大野久       | 岡本達也   | 高木敏夫          |
| 第100話                                      | 09月05日        | あらたなる試練                           | 新的試練                                       | 菅良幸                     | 矢沢則夫     | 栗山美秀   | 松本勝次          |
| 第101話                                      | 09月12日        | 燃えるフィールド翼対ピエール！！         | 燃燒的球場翼對皮埃爾！！（日本和法國之戰）     | 菅良幸                     | 箕ノ口克己   | 箕ノ口克己 | 小島秀人          |
| 第102話                                      | 09月19日        | 倒せ！ヨーロッパ・ナンバーワン           | 打倒吧！歐洲第一（打倒歐洲第一強隊）           | 園田英樹                   | 大野久       | 近藤英輔   | 岡迫亘弘          |
| 第103話                                      | 09月26日        | 無敵の皇帝・シュナイダー                 | 無敵皇帝・施奈德（日德對抗）                   | 園田英樹                   | 岡本達也     | 岡本達也   | 興村忠美          |
| 第104話                                      | 10月03日        | 栄光へのラストキック                     | 光榮的最後一踢（夢幻式射門）                   | 園田英樹                   | 矢沢則夫     | 近藤英輔   | 高木敏夫          |
| 第105話                                      | 10月10日        | 宿命の対決、ふたたび                     | 宿命的再次對決（再下對決）                     | 海老沼三郎                 | 箕ノ口克己   | 箕ノ口克己 | 高木敏夫          |
| 第106話                                      | 10月17日        | 世紀のラスト・ファイト                   | 世紀的最後之戰（再見龍虎門）                   | 海老沼三郎                 | 大野久       | 近藤英輔   | 松本勝次          |
| 第107話                                      | 10月24日        | 先制のスーパーショット！                 | 先發制人的超級射門！（先發制人）               | 園田英樹                   | 岡本達也     | 岡本達也   | 保田康治          |
| 第108話                                      | 10月31日        | 逆襲のドライブシュート                   | 逆襲的衝力射門（平直彎曲球大反攻）             | 海老沼三郎                 | 大野久       | 近藤英輔   | 福島正和          |
| 第109話                                      | 11月07日        | 火をふくタイガーショト                   | 燃燒的猛虎射門                                 | 園田英樹                   | 大野久       | 首藤行朝   | 高木敏夫          |
| 第110話                                      | 11月14日        | 王者・南葛最大の危機                     | 王者南葛的最大危機！（南葛隊面臨危險）         | 海老沼三郎                 | 森脇真琴     | 栗山美秀   | 松本勝次          |
| 第111話                                      | 11月21日        | 奇跡のドライブシュート                   | 奇蹟的衝力射門（奇蹟性平直彎曲球）             | 園田英樹                   | 大野久       | 近藤英輔   | 高木敏夫          |
| 第112話                                      | 11月28日        | 日向小次郎の反撃！                       | 日向小次郎的反擊！                             | 海老沼三郎                 | 岡本達也     | 岡本達也   | 保田康治          |
| 第113話                                      | 12月05日        | 舞い上がれ！不死鳥                       | 飛舞吧！不死鳥                                 | 園田英樹                   | 大野久       | 近藤英輔   | 高木敏夫          |
| 第114話                                      | 12月12日        | 燃えろ！炎のチームワーク                 | 燃燒吧！火焰的團隊精神                         | 菅良幸                     | 森脇真琴     | 秦泉寺博   | 松本勝次          |
| 第115話                                      | 12月19日        | 夢のダイビング・オーバーヘッド           | 夢幻的魚躍倒鈎                                 | 海老沼三郎                 | 箕ノ口克己   | 箕ノ口克己 | 高木敏夫          |
| 第116話                                      | 12月26日        | ラストゴールは俺が取る！                 | 最後的進球由我來！                             | 海老沼三郎                 | 岡本達也     | 岡本達也   | 興村忠美          |
| 第117話                                      | 1986年 01月09日 | 守り抜け！俺たちのゴール                 | 守護吧！我們的球門                             | 園田英樹                   | 矢沢則夫     | 近藤英輔   | 野館誠一          |
| 第118話                                      | 01月16日        | 走れ翼！勝利のゴールへ                   | 奔跑吧翼！勝利的目標                           | 菅良幸                     | 大野久       | 栗山美秀   | 松本勝次          |
| 第119話                                      | 01月23日        | 運命のタイム・アップ                     | 命運的時間終了                                 | 園田英樹                   | 箕ノ口克己   | 箕ノ口克己 | 岡迫亘弘          |
| 第120話                                      | 01月30日        | 駆けぬけろ！ V3はオレたちの夢            | 追逐吧！三連冠是我們的夢                       | 海老沼三郎                 | 岡本達也     | 岡本達也   | 高木敏夫          |
| 第121話                                      | 02月06日        | 奇跡をよぶフィールドの鷹                 | 球場上召喚奇蹟的雄鷹                           | 園田英樹                   | 矢沢則夫     | 近藤英輔   | 岡迫亘弘          |
| 第122話                                      | 02月13日        | 復活オレたちのキャプテン                 | 復活！我們的隊長                               | 海老沼三郎                 | 大野久       | 秦泉寺博   | 松本勝次          |
| 第123話                                      | 02月20日        | 翼の最終作戦！！                         | 翼的最終作戰！！                               | 園田英樹                   | 箕ノ口克己   | 箕ノ口克己 | 岡迫亘弘          |
| 第124話                                      | 02月27日        | 傷だらけのヒーロー                       | 傷痕累累的英雄                                 | 海老沼三郎                 | 岡本達也     | 岡本達也   | 高木敏夫          |
| 第125話                                      | 03月06日        | 栄光そして新なる旅立ち                   | 光榮然後新的征程                               | 海老沼三郎                 | 矢沢則夫     | 近藤英輔   | 岡迫亘弘          |
| 第126話（總集篇）                            | 03月13日        | 最高の友 俺と若林源三                    | 最棒的朋友我和若林源三（回憶好友若林源三）     | 菅良幸 海老沼三郎 園田英樹 | -            | -          | 岡迫亘弘          |
| 第127話（總集篇）                            | 03月20日        | 永遠のパートナー 俺と岬太郎              | 永遠的夥伴我和岬太郎（回憶好友岬太郎）         | 菅良幸 海老沼三郎 園田英樹 | -            | -          | 小泉謙三          |
| 第128話（總集篇）                            | 03月27日        | はばたけ！輝ける戦士たち                 | 展翅飛翔吧！輝煌的戰士們（最終回）             | 菅良幸 海老沼三郎 園田英樹 | -            | -          | 岡迫亘弘          |

#### 第2作（1994年－1995年）
- 足球小將J版（足球小將Junior）
日本播放日期：1994年10月21日－1995年12月22日
全數:1~47集完（1~37集為小學生篇，而34~37集為世青篇序幕；38~47話集為世青篇，從小學開始到結束後，馬上跳到了足球小將世青篇的開頭）
放送電視台：富士電視台
全国各个电视台
OP Fighting!／演唱：FACE FREE
ED ／演唱：山崎亞彌子

##### 各話列表（第2作）
| 話數     | 首播日期        | 日文標題                 | 中文標題                   | 劇本                     | 分鏡                                   | 演出                                                         | 作畫監督                                                |
| 小学生篇 | 小学生篇        | 小学生篇                 | 小学生篇                   | 小学生篇                 | 小学生篇                               | 小学生篇                                                     | 小学生篇                                                |
| -------- | --------------- | ------------------------ | -------------------------- | ------------------------ | -------------------------------------- | ------------------------------------------------------------ | ------------------------------------------------------- |
| 第1話    | 1994年 10月21日 | でっかい夢を翼にのせて   | 展翅迎接巨大的夢想         | 山田隆司                 | 福富博                                 | 福富博                                                       | 金沢比呂司                                              |
| 第2話    | 10月28日        | 天才GK若林からの挑戦     | 天才守門員若林的挑戰       | 山田隆司                 | 日高政光                               | 日高政光                                                     | 金沢比呂司                                              |
| 第3話    | 11月04日        | さわやか出会い岬太郎     | 清爽相遇岬太郎             | 山田隆司                 | 大関雅幸                               | 大関雅幸                                                     | 興村忠美                                                |
| 第4話    | 11月11日        | 熱き永き戦いが今始まる   | 白熱化的戰鬥現在開始       | 山田隆司                 | 森脇真琴                               | 森脇真琴                                                     | 金沢比呂司                                              |
| 第5話    | 11月18日        | とべ！オーバーヘッド     | 飛吧！倒鈎射門             | 山田隆司                 | 石崎すすむ                             | 石崎すすむ                                                   | 近藤優次                                                |
| 第6話    | 11月25日        | 翼・岬ゴールデンコンビ   | 翼・岬的黃金組合           | 山田隆司                 | 日高政光                               | 日高政光                                                     | 興村忠美                                                |
| 第7話    | 12月02日        | 白熱の攻防戦             | 白熱化的攻防戰             | 山田隆司                 | 葛谷直行                               | 葛谷直行                                                     | 金沢比呂司                                              |
| 第8話    | 12月09日        | 俺が日向小次郎           | 我是日向小次郎             | 山田隆司                 | 中村隆太郎                             | 矢吹勉                                                       | 興村忠美                                                |
| 第9話    | 12月23日        | 怒濤のハットトリック     | 怒濤般的帽子戲法           | 山田隆司                 | 石踊宏                                 | 石踊宏                                                       | 松本勝次                                                |
| 第10話   | 1995年 01月13日 | 激戦！雨のフィールド     | 激戰！雨中的球場           | 山田隆司                 | 湖山禎崇                               | 湖山禎崇                                                     | 奈須川充                                                |
| 第11話   | 01月20日        | 危うし！タイムアップ     | 危險！比賽結束了           | 山田隆司                 | 須藤典彦                               | 須藤典彦                                                     | 金沢比呂司                                              |
| 第12話   | 01月27日        | キーパー若林をつぶせ!    | 打垮守門員若林！           | 山田隆司                 | 葛谷直行                               | 葛谷直行                                                     | 興村忠美                                                |
| 第13話   | 02月03日        | すばらしきライバルたち   | 令人欽佩的對手們           | 山田隆司                 | 石崎すすむ                             | 石崎すすむ                                                   | 近藤優次                                                |
| 第14話   | 02月10日        | 先制のボレーシュート！！ | 先發制人的凌空射門！！     | 山田隆司                 | 石踊宏                                 | 石踊宏                                                       | 松本勝次                                                |
| 第15話   | 02月17日        | ボールは友だち怖くない   | 足球是朋友一點兒也不可怕   | 山田隆司                 | 湖山禎崇                               | 湖山禎崇                                                     | 奈須川充                                                |
| 第16話   | 02月24日        | 死闘！翼VS日向小次郎     | 死鬥！翼VS日向小次郎       | 山田隆司                 | 葛谷直行                               | 葛谷直行                                                     | 金沢比呂司                                              |
| 第17話   | 03月03日        | 貴公子・三杉淳           | 貴公子・三杉淳             | 山田隆司                 | 工藤進                                 | 工藤進                                                       | 一川孝久                                                |
| 第18話   | 03月10日        | 恐怖の空中アクロバット   | 恐怖的空中特技             | 山田隆司                 | 石踊宏                                 | 石踊宏                                                       | 松本勝次                                                |
| 第19話   | 03月17日        | 北の国から熱き友情       | 來自北國的熾熱友情         | 山田隆司                 | 福富博                                 | 福富博                                                       | 興村忠美                                                |
| 第20話   | 04月28日        | 北国の小さなイレブン     | 北國的迷你球隊             | 山田隆司                 | 湖山禎崇                               | 湖山禎崇                                                     | 奈須川充                                                |
| 第21話   | 05月05日        | 登場！キーパー若島津健   | 登場！守門員若島津健       | 山田隆司                 | 葛谷直行                               | 葛谷直行                                                     | 一川孝久                                                |
| 第22話   | 05月19日        | 翼VSガラスの貴公子       | 翼VS玻璃貴公子             | 山田隆司                 | 三沢伸                                 | 松園公                                                       | 金沢比呂司                                              |
| 第23話   | 06月02日        | 華麗なる闘い！           | 華麗的戰鬥！               | 山田隆司                 | 石踊宏                                 | 石踊宏                                                       | 松本勝次                                                |
| 第24話   | 06月09日        | 沈黙のエース             | 沉默的王牌                 | 山田隆司                 | 三沢伸                                 | 三沢伸                                                       | 一川孝久                                                |
| 第25話   | 06月16日        | 不死鳥・翼               | 不死鳥・翼                 | 山田隆司                 | 湖山禎崇                               | 湖山禎崇                                                     | 奈須川充                                                |
| 第26話   | 06月30日        | 立て！傷だらけのヒーロー | 站起來！傷痕累累的英雄     | 山田隆司                 | 葛谷直行                               | 葛谷直行                                                     | 金沢比呂司                                              |
| 第27話   | 07月07日        | 大決戦その前夜           | 大決戰的那個前夜           | 山田隆司                 | 工藤進                                 | 工藤進                                                       | 興村忠美                                                |
| 第28話   | 07月21日        | 若島津VSツインシュート   | 若島津VS雙重射門           | 山田隆司                 | 石踊宏                                 | 石踊宏                                                       | 松本勝次                                                |
| 第29話   | 07月28日        | 猛虎・炎の弾丸シュート   | 猛虎·火炎的炮彈射門        | 山田隆司                 | 湖山禎崇                               | 湖山禎崇                                                     | 奈須川充                                                |
| 第30話   | 08月04日        | 傷だらけのイレブン       | 傷痕累累的足球隊           | 山田隆司                 | 松園公                                 | 松園公                                                       | 一川孝久                                                |
| 第31話   | 08月11日        | 猛虎の逆襲               | 猛虎的逆襲                 | 増田貴彦                 | 葛谷直行                               | 葛谷直行                                                     | 金沢比呂司                                              |
| 第32話   | 08月18日        | 死闘！灼熱の再延長戦     | 死鬥！白熱化的再延長戰     | 増田貴彦                 | 工藤進                                 | 湖山禎崇                                                     | 奈須川充                                                |
| 第33話   | 08月25日        | ゴールに夢をたたきこめ！ | 將夢想踢進球門吧！         | 増田貴彦                 | 石踊宏                                 | 石踊宏                                                       | 一川孝久                                                |
| 第34話   | 09月01日        | 翼の夢・ワールドカップ   | 翼的夢想・世界盃           | 山田隆司 増田貴彦        | 福富博                                 | 三沢伸 葛谷直行 湖山禎崇 石踊宏 日高政光 森脇真琴 石崎すすむ | 興村忠美 金沢比呂司 一川孝久 松本勝次 奈須川充 近藤優次 |
| 第35話   | 09月08日        | 葵新伍登場！誓いのコイン | 葵新伍登場！誓言的硬幣     | 山田隆司                 | 葛谷直行                               | 葛谷直行                                                     | 金沢比呂司                                              |
| 第36話   | 09月22日        | 新伍・鮮やかデビュー     | 新伍・鮮豔登場             | 山田隆司                 | 三沢伸                                 | 三沢伸                                                       | 金沢比呂司                                              |
| 第37話   | 09月29日        | 孤独の特訓               | 孤獨的特訓                 | 増田貴彦                 | 湖山禎崇                               | 湖山禎崇                                                     | 奈須川充                                                |
| 世青篇   |                 |                          |                            |                          |                                        |                                                              |                                                         |
| 第38話   | 10月13日        | 栄光のフィールドに立つ   | 站在光榮的球場上           | 岸間信明                 | 葛谷直行                               | 下司泰弘                                                     | 金沢比呂司                                              |
| 第39話   | 10月20日        | 謎のリアルジャパン7      | 神秘的真正日本七人隊       | 菅良幸                   | 三沢伸                                 | 三沢伸                                                       | 金沢比呂司                                              |
| 第40話   | 10月27日        | 全日本ユース大苦戦！！   | 全日本青年的大苦戰！！     | 山田隆司                 | 工藤進                                 | 工藤進                                                       | 金沢比呂司                                              |
| 第41話   | 11月10日        | 格闘技戦！タイユース     | 格鬥技之戰！泰國青年隊     | 岸間信明                 | 葛谷直行                               | 葛谷直行                                                     | 金沢比呂司                                              |
| 第42話   | 11月17日        | 新ゴールデンコンビ誕生！ | 新的黃金搭檔誕生！         | 菅良幸                   | 湖山禎崇                               | 大畑清隆                                                     | 金沢比呂司                                              |
| 第43話   | 11月24日        | 大逆転!一次予選突破！！  | 大逆轉！一次預選突破！！   | 山田隆司                 | 葛谷直行                               | 下司泰弘                                                     | 金沢比呂司                                              |
| 第44話   | 12月01日        | 帰って来た七人の戦士     | 歸來的七人戰士             | 岸間信明                 | 石踊宏                                 | 工藤進                                                       | 金沢比呂司                                              |
| 第45話   | 12月08日        | 必殺！雷獣シュート       | 必殺！雷獸射門             | 菅良幸                   | 湖山禎崇                               | 湖山禎崇                                                     | 一川孝久                                                |
| 第46話   | 12月15日        | 最強の新生全日本ユース   | 最強的新生                 | 山田隆司                 | 石踊宏                                 | 石踊宏                                                       | 興村忠美                                                |
| 第47話   | 12月22日        | めざせ！2002年           | 全日本青年隊的目標！2002年 | 山田隆司 岸間信明 菅良幸 | 葛谷直行 三沢伸 工藤進 湖山禎崇 石踊宏 | 葛谷直行 三沢伸 工藤進 湖山禎崇 石踊宏                       | 金沢比呂司                                              |

#### 第3作（2001年－2002年）
- 足球小將GOAL! （足球小將2002）
日本放送日期：2001年10月7日－2002年10月6日
台灣放送日期：2014年4月12日：2014年7月6日（GTV八大綜合台[每週六日早上11:00-12:00]）
全數:1~52集完（1~11集為小學生篇，12~19集為初中生篇，20~31集為世界Junior Youth世少賽篇，32~46集為青年篇，47~52集為ROAD2002傳説篇，從最初的小學篇內容開始，到足球小將RoadTo2002的開始部分，還有原創不同於漫畫版本的2002內容，且省略瞭如世青賽等內容）
放送電視台：東京電視台
放送電視台（香港）：無綫電視翡翠台（2003年）
OP1 Dragon Screamer／演唱：DA PUMP（第1話 - 第35話）
OP2 Our Relation／演唱：今井繪理子（第36話 - 第52話）
ED1 Feel so right／演唱：MAX（第1話 - 第13話）
ED2 勝／演唱：1號2號（第14話 - 第26話）
ED3 Keep on Going／演唱：榎本溫子（第27話 - 第39話）
ED4 BREAK OFF!!／演唱：DASEIN（第40話 - 第52話）
《足球小將2002》在日本出版DVD時曾經細分為三個部分：足球小將ROAD傳説1：DREAM；足球小將ROAD傳説2：SKY；足球小將ROAD傳説3：VICTORY

##### 各話列表（第3作）
| 話數           | 首播日期        | 日文標題                     | 中文標題               | 劇本     | 分鏡                  | 演出                | 作畫監督                                  |
| 小学生篇       | 小学生篇        | 小学生篇                     | 小学生篇               | 小学生篇 | 小学生篇              | 小学生篇            | 小学生篇                                  |
| -------------- | --------------- | ---------------------------- | ---------------------- | -------- | --------------------- | ------------------- | ----------------------------------------- |
| 第1話          | 2001年 10月07日 | ロードトゥドリーム           | 朝向夢想之路           | 相馬和彦 | 杉井ギサブロー 今掛勇 | 今掛勇              | 岡田敏靖                                  |
| 第2話          | 10月14日        | ロベルトとの出会い           | 遇見了羅勃特           | 川嶋澄乃 | 小華和ためお          | 棚橋一徳            | 南伸一郎                                  |
| 第3話          | 10月21日        | 帰ってきた岬太郎             | 歸隊的岬太郎           | 筆安一幸 | 難波日登志            | 三宅雄一郎          | 大島巧                                    |
| 第4話          | 10月28日        | 炎の小次郎                   | 火爆小子小次郎         | 筆安一幸 | 嵩城溯葉              | 嵩城溯葉            | なかじまちゅうじ 岡田敏靖 金子紀男 大島巧 |
| 第5話          | 11月04日        | 誕生！キャプテン翼           | 誕生！隊長翼           | 荒西大介 | 前田康成              | 新田義方            | 我妻宏                                    |
| 第6話          | 11月11日        | 開幕！全日本少年サッカー大会 | 開幕！日本少年足球大賽 | 新宅純一 | 辻伸一 杉井ギサブロー | 嵩城溯葉            | 岡田敏靖                                  |
| 第7話          | 11月18日        | ガラスのエース               | 玻璃般的王牌           | 川嶋澄乃 | 小華和ためお          | 棚橋一徳            | 南伸一郎                                  |
| 第8話          | 11月25日        | 立ち上がれ！三杉淳           | 振作起來！三杉淳       | 川嶋澄乃 | 小華和ためお          | みくりや恭輔        | 大坂竹志                                  |
| 第9話          | 12月02日        | 激突！翼VS日向               | 激戰！翼VS日向         | 荒西大介 | 小林治                | 洪憲杓              | なかじまちゅうじ                          |
| 第10話         | 12月09日        | 灼熱の決勝戦!                | 熱力四射的決賽！       | 筆安一幸 | 小林治                | 棚橋一徳            | 南伸一郎                                  |
| 第11話         | 12月16日        | サヨナラロベルト             | 再會了！羅勃特         | 新宅純一 | 前田康成              | 三宅雄一郎          | 大島巧                                    |
| 初中生篇       |                 |                              |                        |          |                       |                     |                                           |
| 第12話         | 12月23日        | 明日へのキックオフ           | 向明日開球             | 相馬和彦 | 今掛勇                | 今掛勇              | 武内あきら                                |
| 第13話         | 12月30日        | 嵐のタイガーショット         | 暴風雨中的老虎射門     | 黑崎薰   | 難波日登志            | 新田義方            | 山沢実                                    |
| 第14話         | 2002年 01月06日 | 次籐からの挑戦状             | 次藤的挑戰書           | 荒西大介 | 前田康成              | みくりや恭輔        | 大坂竹志                                  |
| 第15話         | 01月13日        | 雪国の熱き10番               | 雪國的熱力10號！       | 川嶋澄乃 | 増井壮一              | 洪憲杓              | なかじまちゅうじ                          |
| 第16話         | 01月20日        | 無念のドクターストップ       | 令人不甘的醫生禁賽令   | 杉原研二 | 前田康成              | 三宅雄一郎          | 大島巧                                    |
| 第17話         | 01月27日        | 決戦！南葛VS東邦             | 決賽！南葛對東邦       | 黑崎薰   | 前田康成              | 中川聡              | 金鍾學                                    |
| 第18話         | 02月03日        | 執念のドライブシュート       | 執着的衝力射門         | 川嶋澄乃 | 大宅光子              | 棚橋一徳            | 南伸一郎                                  |
| 第19話         | 02月10日        | よみがえれ！翼！             | 復活吧！翼！           | 新宅純一 | 前田康成              | 新田義方            | 武内あきら                                |
| 第20話         | 02月17日        | 始動！日本Jr.ユース          | 開始動員吧！日本Jr青年 | 川嶋澄乃 | 前田康成              | みくりや恭輔        | 大坂竹志                                  |
| 第21話         | 02月24日        | 屈辱の遠征試合               | 受盡屈辱的遠征比賽     | 杉原研二 | おおそ独犬            | 中野健治            | 村上勉 山沢実                             |
| 第22話         | 03月03日        | 栄光の背番号10               | 光榮的背號十號         | 新宅純一 | 瀬尾康博              | 三宅雄一郎 太田知章 | 大島巧                                    |
| 第23話         | 03月10日        | ゴールデンコンビ復活         | 黃金拍檔復活           | 黑崎薰   | 難波日登志            | 棚橋一徳            | 南伸一郎                                  |
| 第24話         | 03月17日        | イタリアの守護神             | 意大利守護神           | 川嶋澄乃 | 前田康成              | 洪憲杓              | なかじまちゅうじ                          |
| 第25話         | 03月24日        | 天才ファン・ディアス         | 天才胡安·迪亞斯        | 新宅純一 | 島崎奈奈子            | 中川聡              | 金鍾學                                    |
| 第26話         | 03月31日        | 華麗なる司令塔               | 華麗指揮官             | 黑崎薰   | 大宅光子              | 真野玲              | 山縣亜紀                                  |
| 第27話         | 04月07日        | 痛恨のイエローカード         | 可恨的黃牌             | 杉原研二 | 板垣伸                | 新田義方            | 武内あきら                                |
| 第28話         | 04月14日        | 誇り高きPK戦                 | 光榮驕傲的點球決勝     | 川嶋澄乃 | おおそ独犬            | みくりや恭輔        | 大坂竹志                                  |
| 第29話         | 04月21日        | 決戦！ニッポンVSドイツ       | 決賽！日本對德國       | 黑崎薰   | 難波日登志            | 三宅雄一郎 太田知章 | 大島巧                                    |
| 第30話         | 04月28日        | ロベルトからの伝言           | 來自羅勃特的留言       | 新宅純一 | 板垣伸                | 洪憲杓              | なかじまちゅうじ                          |
| 第31話         | 05月05日        | 輝け！日本代表               | 閃耀光芒吧!日本代表隊  | 杉原研二 | 大宅光子              | 中川聡              | 金鍾學                                    |
| 青年篇         |                 |                              |                        |          |                       |                     |                                           |
| 第32話         | 05月12日        | 新たなるピッチへ             | 邁向新球場             | 黑崎薰   | 高田耕一              | 真野玲              | 山縣亜紀                                  |
| 第33話         | 05月19日        | サッカーサイボーグ           | 足球機械戰士           | 新宅純一 | 板垣伸                | 新田義方            | 武内あきら                                |
| 第34話         | 06月02日        | 神の子・サンターナ           | 神之子・山達拿         | 川嶋澄乃 | 瀬尾康博              | 新田義方            | 古井新人                                  |
| 第35話         | 06月09日        | ロザリオの輝き               | 十字架的光輝           | 杉原研二 | 大宅光子              | みくりや恭輔        | 大坂竹志                                  |
| 第36話         | 06月16日        | 夢に見た新天地               | 夢裏出現的新天地       | 黑崎薰   | 難波日登志            | 洪憲杓              | なかじまちゅうじ                          |
| 第37話         | 06月23日        | 日向、未来への挑戦           | 日向、挑戰未來         | 新宅純一 | 板垣伸                | 三宅雄一郎 太田知章 | 大島巧                                    |
| 第38話         | 06月30日        | 希望のゴールデンエイジ       | 充滿希望的黃金世代     | 杉原研二 | 難波日登志            | 中川聡              | 金鍾學                                    |
| 第39話         | 07月07日        | 葵新伍登場！                 | 葵新伍登場！           | 川嶋澄乃 | 水草一馬              | 新田義方            | 武内あきら                                |
| 第40話         | 07月14日        | 新生・日本代表               | 新生・日本代表隊       | 向井正宜 | 大宅光子              | 木宮茂              | 松崎一 瀬尾康博                           |
| 第41話         | 07月21日        | 崩せ！オランダの壁           | 打垮荷蘭的鐵壁         | 向井正宜 | 板垣伸                | 新田義方            | 古井新人                                  |
| 第42話         | 07月28日        | 世界へのリスタート           | 邁向世界的重新開始     | 黑崎薰   | 洪憲杓                | 洪憲杓              | なかじまちゅうじ                          |
| 第43話         | 08月04日        | カタルーニャの鷹             | 諾坎普之鷹             | 川嶋澄乃 | 難波日登志            | 三宅雄一郎 太田知章 | 大島巧                                    |
| 第44話         | 08月11日        | 開幕に向かって走れ！         | 邁向開幕式！           | 新宅純一 | おおそ独犬            | 中川聡              | 金鍾學                                    |
| 第45話         | 08月18日        | 非情の宣告                   | 無情的宣言             | 川嶋澄乃 | 板垣伸                | 新田義方            | 武内あきら                                |
| 第46話         | 08月25日        | 希望の橋を渡れ！             | 渡過希望之橋！         | 黑崎薰   | 難波日登志            | 木宮茂              | 瀬尾康博                                  |
| ROAD2002傳説篇 |                 |                              |                        |          |                       |                     |                                           |
| 第47話         | 09月01日        | 日向イタリアデビュー         | 日向於意大利的首次登場 | 新宅純一 | 大宅光子              | 新田義方            | 古井新人                                  |
| 第48話         | 09月08日        | 涙のストライカー             | 流淚的射手             | 川嶋澄乃 | 洪憲杓                | 洪憲杓              | なかじまちゅうじ                          |
| 第49話         | 09月15日        | 狙え！10ゴール10アシスト     | 瞄準！10個得分10個助攻 | 杉原研二 | 板垣伸                | 板垣伸              | 板垣伸                                    |
| 第50話         | 09月22日        | 宿敵との闘い                 | 宿敵之戰               | 向井正宜 | 板垣伸                | 中川聡              | 金鍾學                                    |
| 第51話         | 09月29日        | 憧れのピッチ                 | 憧憬的球場             | 新宅純一 | 今掛勇                | 新田義方            | 武内あきら                                |
| 第52話         | 10月06日        | フィールドの戦士たち         | 球場上的戰士們         | 黑崎薰   | 今掛勇                | 今掛勇              | 前田實                                    |

#### 第4作（2018年－2019年＆2023年－2024年)
- 隊長小翼（足球小將2018－2019年＆2023年－2024年） [註 2]
- 日本放送日期：2018年4月3日 - 2019年4月1日；2023年10月1日 - 2024年6月30日
- 台灣放送日期（2018－2019年）：2021年7月27日（緯來綜合台）
- 首播電視台：東京電視網
- 放送電視台（香港）：ViuTV（2019-20年＆2024年－25年）
- 2024年9月28日 [30][31][32][33][34][35][36][37][38][39][40][41][42][43][44][45][46][47][48][49][50][51][52][53][54][55][56][57][58][59][60][61][62][63][64][65][66]- 2025年6月28日（青少年篇）

##### 主題曲（第4作）
片頭曲
（第1－28話）
作詞：藤林聖子，作曲：岩崎貴文，編曲：家原正樹，主唱：Johnny's WEST
（第29－52話）
作詞：Komei Kobayashi，作曲：Takuya Harada、川口進，編曲：CHOKKAKU、GAKU，主唱：Johnny's WEST
片尾曲
作詞：吉岡治，作曲：内木弘，編曲：佐佐木裕（第1－28話）、清水哲平（第29－52話），結他：馬蒂·弗里德曼（第29－52話）
主唱：大空翼（三瓶由布子）、若林源三（鈴村健一）、日向小次郎（佐藤拓也）、岬太郎（福原綾香）、三杉淳（齊藤壯馬）、松山光（羽多野涉）、若島津健（梅原裕一郎）
各話片尾曲均由不同人物主唱。

##### 主題曲（青少年篇）
片頭曲
（第1—13話）
歌：Johnny's WEST
作詞、作曲：WaO，編曲：NAOKI-T
（第14—26話）
歌：WEST.
作詞、作曲、編曲：今井了介、久保田真悟（Jazzin' park）、栗原曉（Jazzin' park）
（第27—39話）
歌：WEST.
作詞、作曲：柳澤亮太（SUPER BEAVER），編曲：ha-j／柳澤亮太（SUPER BEAVER）
片尾曲

歌：Johnny's WEST→WEST.
作詞：吉岡治，作曲：內木弘，編曲：渡邊拓也

##### 各話列表（第4作）
| 話數     | 日文標題 | 中文標題                   | 劇本       | 分鏡              | 演出                                | 作畫監督 | 作畫監督                                                                      | 總作畫監督             | 片尾曲 主唱                                              |
| 話數     | 日文標題 | 中文標題                   | 劇本       | 分鏡              | 演出                                | 角色 | 動作                                                                          | 總作畫監督             | 片尾曲 主唱                                              |
| 小學篇   | 小學篇   | 小學篇                     | 小學篇     | 小學篇            | 小學篇                              | 小學篇 | 小學篇                                                                        | 小學篇                 | 小學篇                                                   |
| -------- | -------- | -------------------------- | ---------- | ----------------- | ----------------------------------- | --- | ----------------------------------------------------------------------------- | ---------------------- | -------------------------------------------------------- |
| 第1話    |          | 天空翱翔                   | 富岡淳廣   | 加藤敏幸          | 村田光                              | 石橋大輔、福島豐明 齋藤大輔、今岡大 糸島雅彦、柳瀨讓二 中村佑美子                                                                        | 長田信博 山田將司 石橋大輔                                                    | 渡邊一 中島渚          | 大空翼                                                   |
| 第2話    |          | 飛了                       | 富岡淳廣   | 齋藤德明          | 龜井隆廣 福元信一                   | 石橋大輔、糸島雅彦 福島豐明 | 山田將司 窪敏 興村忠美                                                        | 渡邊一 中島渚          | 大空翼                                                   |
| 第3話    |          | 新南葛小學足球社Start      | 富岡淳廣   | 三宅和男          | 大脊戶聰 關田修                     | 柳瀨讓二、增田敏彥 宮永梓、福島豐明 | 山田將司 長田信博 窪敏 興村忠美                                               | 渡邊一 中島渚          | 大空翼                                                   |
| 第4話    |          | 小翼和羅伯特               | 富岡淳廣   | 今泉賢一          | 村田光 土屋康郎                     | 石橋大輔、川島尚 瀨尾康博、櫻井拓郎 鎌倉宏也、服部憲知                                                                                   | 小澤和則 長田信博                                                             | 渡邊一 中島渚          | 大空翼                                                   |
| 第5話    |          | 向著對抗賽                 | 福嶋幸典   | 上原秀明          | 松木惠一 上原秀明                   | 福島豐明、南伸一郎 柴田和紀 | 山田將司 長田信博 窪敏                                                        | 渡邊一 中島渚          | 大空翼                                                   |
| 第6話    |          | 開球！南葛VS修哲           | 富岡淳廣   | 加藤敏幸          | 村田光                              | 大野勉、宮永梓 | 窪敏                                                                          | 中島渚                 | 大空翼                                                   |
| 第7話    |          | 天才選手小翼               | 樋口達人   | 田中雄一          | 矢花馨                              | CHA MYOUNG JUNG 德田夢之助、櫻井拓郎 福島豐明                                                                                            | 小澤和則 山田將司 窪敏                                                        | 渡邊一 中島渚          | 大空翼                                                   |
| 第8話    |          | 誕生！南葛黃金搭檔         | 豬爪慎一   | 齊藤德明          | 福元信一                            | 服部一郎、齊藤香織 竹内一將、櫻井木之實 劉雲留、濱口頌平 菊池聰延                                                                        | 山田將司 南信一郎 窪敏 高澤美佳 長田信博                                      | 渡邊一 中島渚 福島豐明 | 若林源三                                                 |
| 第9話    |          | 神清氣爽的落幕             | 福嶋幸典   | 津田尚克          | 龜井隆廣                            | 柳瀨讓二 CHA MYOUNG JUNG 前田義宏、糸島雅彦 櫻井拓郎、柴田和紀 齋藤大輔                                                                  | 南信一郎 山田將司 高澤美佳 長田信博                                           | 渡邊一 中島渚          | 大空翼                                                   |
| 第10話   |          | 小次郎出場                 | 豬爪慎一   | 吉田泰三          | 關田修                              | Ahn Jeong mi | 長田信博 山田將司 窪敏                                                        | 渡邊一 中島渚          | 大空翼                                                   |
| 第11話   |          | 意料之外的苦戰             | 樋口達人   | 上原秀明          | 上原秀明                            | 福島豐明 Cha Myoung Jun Kim gi nam | 山田將司 南信一郎 小澤和則                                                    | 渡邊一 中島渚          | 大空翼                                                   |
| 第12話   |          | 消磨若林                   | 福嶋幸典   | 今泉賢一          | 工藤寬顯                            | CHA MYOUNG JUNG 今岡大、大野勉 櫻井拓郎、齊藤大輔 柴田和紀                                                                               | 長田信博 小澤和則 山田將司 窪敏                                               | 渡邊一 中島渚          | 若林源三                                                 |
| 第13話   |          | 來吧！全國大賽             | 富岡淳廣   | 村田光            | 村田光                              | 今岡大、柳瀨讓二 前田義宏、宮永梓 柴田和紀                                                                                               | 小澤和則 山田將司                                                             | 渡邊一 中島渚 石橋大輔 | 大空翼                                                   |
| 第14話   |          | 燃燒吧！南葛 打倒明和！    | 豬爪慎一   | 上原秀明          | 上原秀明                            | 大野勉、齊藤和也 櫻井拓郎、柴田和紀 前田義宏                                                                                             | 長田信博 山田將司 南信一郎                                                    | 渡邊一 中島渚          | 日向小次郎                                               |
| 第15話   |          | 正因是夢想 故而不能輸！    | 福嶋幸典   | 園田雅裕          | 豐島瑛太                            | CHA MYOUNG JUNG Lim Keun soo 柴田和紀 | 長田信博 南信一郎 窪敏 興村忠美                                               | 渡邊一 中島渚          | 大空翼                                                   |
| 第16話   |          | 這就是技巧足球！           | 富岡淳廣   | 芝久保            | 水本葉月                            | 福島豐明 | 山田將司                                                                      | 渡邊一 福島豐明        | 大空翼                                                   |
| 第17話   |          | 剩下的4分鐘！空中決戰      | 樋口達人   | 今泉賢一          | 東大和 山田雅之                     | 柴田和紀、福島豐明 糸島雅彥、今岡大 前田義宏、志水良子 Lim Keun Soo Cha Myoung Jun                                                       | 小澤和則 南伸一郎                                                             | 渡邊一 中島渚 石橋大輔 | 岬太郎                                                   |
| 第18話   |          | 上吧！淘汰賽               | 豬爪慎一   | 中野★陽           | 松木惠一                            | Cha Myoung Jun 柴田和紀、前田義宏 大野勉、志水良子 Jang Hee Kyu                                                                          | 山田將司 長田信博                                                             | 渡邊一 中島渚          | 大空翼                                                   |
| 第19話   |          | 激戰！明和VS富良野         | 福嶋幸典   | 上原秀明          | 龜井隆廣                            | 福島豐明、大野勉 齊藤和也、宮永梓 前田義宏、柴田和紀 Liu Yunliu Cha Myoung Jun                                                           | －                                                                            | 渡邊一 中島渚 石橋大輔 | 大空翼                                                   |
| 第20話   |          | 武藏的秘計                 | 富岡淳廣   | 今泉賢一          | 松木惠一 加藤顯                     | Cha Myoung Jun 福島豐明、糸島雅彥 柴田和紀、大野勉                                                                                       | 山田將司 長田信博 窪敏                                                        | 渡邊一 中島渚 石橋大輔 | 三杉淳                                                   |
| 第21話   |          | 玻璃王牌                   | 樋口達人   | 伊藤達文          | 左藤洋二                            | 糸島雅彥、今岡大 柴田和紀、福島豐明 柳瀨讓二、志水良子                                                                                   | 窪敏 南伸一郎                                                                 | 渡邊一 中島渚 石橋大輔 | 大空翼                                                   |
| 第22話   |          | 命運的傷停補時             | 富岡淳廣   | 芝久保            | 德野雄士 戶澤俊太郎                 | Cha Myoung Jun 志水良子、櫻井拓郎 柳瀨讓二、前田義宏 棚澤隆、今岡大 森川侑紀、柴田和紀                                                   | 山田將司 長田信博                                                             | 渡邊一 中島渚 石橋大輔 | 大空翼                                                   |
| 第23話   |          | 天才門將復活！             | 福嶋幸典   | 吉田泰三          | 副島惠文 松木惠一                   | 今岡大、福島豐明 柳瀨讓二、志水良子 糸島雅彥、前田義宏 柴田和紀                                                                          | 窪敏 南伸一郎                                                                 | 渡邊一 中島渚 石橋大輔 | 大空翼 岬太郎                                            |
| 第24話   |          | 執著...這正是執著！！      | 樋口達人   | 中野★陽           | 菱川直樹                            | 市川敬三、森悅史 飯飼一幸、劉雲留 | 小澤和則                                                                      | 渡邊一 中島渚          | 大空翼                                                   |
| 第25話   |          | 火焰的反攻                 | 豬爪慎一   | 今泉賢一          | 野木森達哉                          | 大野勉、柳瀨讓二 前田義宏、福島豐明 西道拓哉、宮永梓 柴田和紀                                                                            | 興村忠美 窪敏 南伸一郎                                                        | 渡邊一 中島渚 石橋大輔 | 若林源三 日向小次郎                                      |
| 第26話   |          | 夢幻的球門                 | 富岡淳廣   | 芝久保            | 糸賀慎太郎                          | Cha Myoung Jun 石原彩子、柴田和紀 森川侑紀                                                                                               | 興村忠美 窪敏 長田信博 山田將司                                               | 渡邊一 中島渚 石橋大輔 | 大空翼                                                   |
| 第27話   |          | 光榮的瞬間                 | 福嶋幸典   | 中野★陽           | 左藤洋二                            | 柴田和紀 Cha Myoung Jun 飯飼一幸、大野勉 宮永梓、福島豐明 志水良子、森川侑紀                                                             | 山田將司 長田信博 窪敏 小澤和則                                               | 渡邊一 中島渚 石橋大輔 | 大空翼                                                   |
| 第28話   |          | 各自啟程                   | 樋口達人   | 瀨木弘正          | 川崎芳樹 中村哲治                   | 糸島雅彥、柴田和紀 高橋幸、Cha Myoung Jun 福島豐明、森川侑紀                                                                             | 山田將司                                                                      | 渡邊一 中島渚 石橋大輔 | 大空翼 岬太郎 若林源三 日向小次郎 三杉淳                 |
| 中學篇   |          |                            |            |                   |                                     | |                                                                               |                        |                                                          |
| 第29話   |          | 夏季的開幕                 | 豬爪慎一   | 瀨尾康博          | 佐佐本純人                          | 福島豐明 Cha Myoung Jun 柴田和紀、柳瀨讓二 大野勉、糸島雅彥                                                                              | 興村忠美 長田信博 山田將司                                                    | 渡邊一 中島渚 石橋大輔 | 大空翼                                                   |
| 第30話   |          | 縣大賽決賽！飛隼射門登場！ | 福嶋幸典   | 今泉賢一 中野★陽  | 小林孝志                            | 糸島雅彥、今岡大 福島豐明、宮永梓 | 窪敏 長田信博 南伸一郎 山田將司                                               | 渡邊一 中島渚          | 大空翼                                                   |
| 第31話   |          | 隼對翼                     | 富岡淳廣   | 阿宮正和          | 工藤寬顯                            | 石原彩子、大野勉 志水良子、柴田和紀 柳瀨讓二 Cha Myoung Jun                                                                              | 窪敏 長田信博 南伸一郎 山田將司                                               | 渡邊一 中島渚          | 大空翼                                                   |
| 第32話   |          | 打倒小翼！日向對三杉       | 樋口達人   | 中村哲治          | 中村哲治                            | 福島豐明、志水良子 糸島雅彥、清水勝裕 宮永梓                                                                                             | 窪敏                                                                          | 渡邊一 中島渚          | 日向小次郎 三杉淳                                        |
| 第33話   |          | 東京大賽結局               | 福嶋幸典   | 中野★陽           | 友田政晴                            | 市川敬三、森悅史 飯飼一幸、壇浦啟伸 松田剛吏、柴田和紀                                                                                   | 小澤和則                                                                      | 渡邊一 中島渚 石橋大輔 | 大空翼                                                   |
| 第34話   |          | 激戰開幕！大賽開始         | 豬爪慎一   | 芝久保 今泉賢一   | 加藤顯                              | 石原彩子、大野勉 柴田和紀、柳瀨讓二 Cha Myoung Jun                                                                                       | 長田信博 山田將司 南伸一郎                                                    | 渡邊一 中島渚 石橋大輔 | 若林源三 岬太郎                                          |
| 第35話   |          | 剃刀力量爆發               | 竹田裕一郎 | 林直孝            | 山內東雄生                          | 福島豐明、柴田和紀 澤木巳登理、志水良子 糸島雅彥、今岡大 宮永梓、森川侑紀 中村佑美子                                                     | 窪敏 長田信博 山田將司                                                        | 渡邊一 中島渚 石橋大輔 | 大空翼                                                   |
| 第36話   |          | 各自的決心                 | 樋口達人   | 村田光            | 村田光                              | 石原彩子、大野勉 柴田和紀、高橋幸 柳瀨讓二 Cha Myoung Jun                                                                                | 窪敏 南伸一郎                                                                 | 渡邊一 中島渚 石橋大輔 | 大空翼                                                   |
| 第37話   |          | 高空颶風！                 | 福嶋幸典   | 羽多野浩平        | 羽多野浩平                          | 糸島雅彥、石原彩子 大野勉、志水良子 柳瀨讓二、福島豐明 Cha Myoung Jun                                                                    | 窪敏 南伸一郎 山田將司                                                        | 渡邊一 中島渚 石橋大輔 | 大空翼                                                   |
| 第38話   |          | 攻略！立花兄弟             | 富岡淳廣   | 中野★陽           | 左藤洋二                            | 福島豊明、柴田和紀 今岡大、宮永梓 中村佑美子、森川侑紀 STUDIO MASSKET                                                                    | 窪敏 南伸一郎 山田將司 長田信博                                               | 渡邊一 中島渚 石橋大輔 | 大空翼                                                   |
| 第39話   |          | 南葛對花輪 結局！          | 福嶋幸典   | 芝久保            | 菱川直樹                            | 飯飼一幸、市川敬三 永田正美、森悅史 松田剛吏 STDIO MASSKET                                                                               | 小澤和則                                                                      | 渡邊一 中島渚          | 大空翼                                                   |
| 第40話   |          | 富良野出陣                 | 竹田裕一郎 | 今泉賢一          | 加藤顯                              | 石原彩子、糸島雅彥 大野勉、志水良子 篠原佑太、柳瀨讓二 Cha Myoung Jun                                                                    | 南伸一郎                                                                      | 渡邊一 中島渚 石橋大輔 | 松山光                                                   |
| 第41話   |          | 恐怖的伏兵                 | 樋口達人   | 吉川博明          | 小倉宏文 佐佐木純人                 | 柴田和紀、福島豐明 中村佑美子 Cha Myoung Jun 森川侑紀、柳瀨讓二 今岡大                                                                   | 興村忠美 山田將司                                                             | 渡邊一 中島渚 石橋大輔 | 大空翼                                                   |
| 第42話   |          | 不死鳥·小翼                | 富岡淳廣   | 中村哲治          | 中村哲治                            | Cha Myoung Jun 柳瀨讓二、大野勉 志水良子、石原彩子 今岡大                                                                                | 山田將司                                                                      | 渡邊一 中島渚 石橋大輔 | 大空翼                                                   |
| 第43話   |          | 猛虎的激勵                 | 福嶋幸典   | 柴久保            | 石橋大輔 左藤洋二 村田光 山內東生雄 | 石橋大輔、入江俊博 大野勉、門智昭 清丸悟、近響子 齋藤大輔、清水勝祐 柴田和紀、福島豐明 森幸子、柳瀨讓二 吉田隆彥                         | 長田信博                                                                      | 渡邊一 中島渚 石橋大輔 | 若島津健                                                 |
| 第44話   |          | 10號對10號                 | 竹田裕一郎 | 中野★陽           | 松川朋弘                            | 永田正美、手島勇人 佐佐木幸惠、飯飼一幸                                                                                                  | 山田將司 永田正美 神谷智大                                                    | 渡邊一 中島渚 石橋大輔 | 大空翼                                                   |
| 第45話   |          | 淚灑機場                   | 竹田裕一郎 | 芝久保            | 松木惠一                            | 福島豐明、石橋大輔 柴田和紀、糸島雅彥 中村佑美子、高橋幸 德田夢之介、棚澤隆                                                              | 窪敏 南伸一郎                                                                 | 渡邊一 中島渚 石橋大輔 | 松山光                                                   |
| 第46話   |          | 世紀的開球                 | 豬爪慎一   | 加藤敏幸          | 小林孝志 糸賀慎太郎                 | Cha Myoung Jun 大野勉、志水良子 柴田和紀、柳瀨讓二 福島豐明                                                                              | 山田將司                                                                      | 渡邊一 中島渚 石橋大輔 | 日向小次郎                                               |
| 第47話   |          | 宿命的對決再臨             | 樋口達人   | 小倉宏文 中野★陽  | 小林彩                              | 福島豐明 Cha Myoung Jun 柴田和紀、柳瀨讓二 今岡大、中村祐美子 石原彩子                                                                   | 窪敏 南伸一郎                                                                 | 渡邊一 中島渚 石橋大輔 | 日向小次郎 若島津健                                      |
| 第48話   |          | 王者·東邦                  | 富岡淳廣   | 芝久保 中野★陽    | 工藤寬顯 左藤洋二                   | Cha Myoung Jun 柴田和紀、福島豐明 糸島雅彥、志水良子 大野勉、柳瀨讓二 森田映一、石橋大輔                                                 | 長田信博 山田將司 興村忠美 南伸一郎                                           | 渡邊一 中島渚 石橋大輔 | 大空翼                                                   |
| 第49話   |          | 灼熱的鬥士 猛虎&小翼       | 福嶋幸典   | 今泉賢一          | 菱川直樹                            | 永田正美、市川敬三 手島勇人、向山祐治 門智昭、森川侑紀                                                                                   | 南伸一郎                                                                      | 渡邊一 中島渚          | 大空翼                                                   |
| 第50話   |          | 執著的總體戰               | 竹田裕一郎 | 芝久保 中野★陽    | 中村哲治 糸賀慎太郎                 | Cha Myoung Jun 福島豐明、柳瀨讓二 志水良子、糸島雅彦 柴田和紀、石原彩子 大野勉、今岡大 森川侑紀、南伸一郎                                | 窪敏 南伸一郎                                                                 | 渡邊一 中島渚 石橋大輔 | 大空翼 日向小次郎                                        |
| 第51話   |          | 奇跡弧線射門！             | 樋口達人   | 小倉宏文 吉田泰三 | 小林彩 山內東生雄                   | 柴田和紀 Cha Myoung Jun 澤木巳登理、福島豐明 志水良子、柳瀨讓二 糸島雅彥、南伸一郎                                                       | 南伸一郎 窪敏                                                                 | 渡邊一 中島渚 石橋大輔 | 大空翼                                                   |
| 第52話   |          | 永無止境·夢想              | 竹田裕一郎 | 加藤敏幸          | 加藤敏幸                            | 渡邊一、中島渚 石橋大輔 Cha Myoung Jun 福島豊明、志水良子 柳瀨讓二、糸島雅彥 柴田和紀、今岡大 大野勉、中村佑美子 石原彩子、興村忠美 窪敏 | 南伸一郎                                                                      | 渡邊一 中島渚 石橋大輔 | 大空翼 日向小次郎 若島津健 松山光 三杉淳 若林源三 岬太郎 |
| 青少年篇 |          |                            |            |                   |                                     | |                                                                               |                        |                                                          |
| 第1話    |          | 全新的挑戰                 | 富岡淳廣   | 小野勝巳          | 臼井文明                            | 石崎裕子、佐賀野櫻子 | 石崎裕子、佐賀野櫻子                                                          | 渡邊一                 | 不適用                                                   |
| 第2話    |          | 對舊敵的問候               | 富岡淳廣   | 小野勝巳          | 藤代和也                            | 趙雅羅、成元鎔 | 趙雅羅、成元鎔                                                                | 渡邊一 松岡謙治        | 不適用                                                   |
| 第3話    |          | 職業戰士！                 | 富岡淳廣   | 小野勝巳          | 渡邊正彦                            | 濱田勝、興村忠美、飯飼一幸 | 濱田勝、興村忠美、飯飼一幸                                                    | 渡邊一 林志保          | 不適用                                                   |
| 第4話    |          | 從零再出發                 | 福嶋幸典   | 石井輝            | 石井輝                              | 小倉典子、小川瑞惠、金養植 | 小倉典子、小川瑞惠、金養植                                                    | 渡邊一                 | 不適用                                                   |
| 第5話    |          | 另一名實力派球員           | 森地夏美   | 西田正義          | 粟井重紀                            | 高木淳、劉軍、ZHENG FENG | 高木淳、劉軍、ZHENG FENG                                                      | 渡邊一 佐賀野櫻子      | 不適用                                                   |
| 第6話    |          | 龍騰虎躍！日本少足代表隊   | 樋口達人   | 真野玲            | 藤代和也                            | 江上夏樹、清水聖祐 | 江上夏樹、清水聖祐                                                            | 渡邊一 松岡謙治        | 不適用                                                   |
| 第7話    |          | 巴黎大集合！！             |            | 五十川久史        |                                     | 西島圭祐、王敏、周健 | 西島圭祐、王敏、周健                                                          | 渡邊一 石崎裕子        | 不適用                                                   |
| 第8話    |          | 我是岬太郎                 | 福嶋幸典   | 大原實            | 矢口圓                              | 古德真美、西田美彌子 | 古德真美、西田美彌子                                                          | 渡邊一 井上英紀        | 不適用                                                   |
| 第9話    |          | 偉大的啟程！               | 富岡淳廣   | 西田正義          | 吉川志我津                          | 江上夏樹、平馬浩司、 | 江上夏樹、平馬浩司、                                                          | 渡邊一 松岡謙治        | 不適用                                                   |
| 第10話   |          | 完全復活！黃金搭檔！       | 森地夏美   | 石井輝            | 石井輝                              | 古德真美、金容植 | 古德真美、金容植                                                              | 渡邊一 井上英紀        | 不適用                                                   |
| 第11話   |          | 覺醒的猛虎                 | 樋口達人   | 小林彩            | 小林彩                              | 西島圭祐、王敏、周健 | 西島圭祐、王敏、周健                                                          | 渡邊一 佐賀野櫻子      | 不適用                                                   |
| 第12話   |          | 奪冠之路的宿命             |            | 坂田純一          | 渡邊正彦                            | 濱田勝、興村忠美、飯飼一幸 | 濱田勝、興村忠美、飯飼一幸                                                    | 渡邊一                 | 不適用                                                   |
| 第13話   |          | 星空下的誓言               | 富岡淳廣   | 影山楙倫          | 矢口圓                              | 西田美彌子 | 西田美彌子                                                                    | 渡邊一                 | 不適用                                                   |
| 第14話   |          | 永不放棄                   | 福嶋幸典   | 小野勝巳          | 藤代和也                            | 清水聖祐、松本勝次 | 清水聖祐、松本勝次                                                            | 渡邊一                 | 不適用                                                   |
| 第15話   |          | 日本少足代表隊的逆襲       | 南幸大     | 西田正義          |                                     | 劉軍 | 劉軍                                                                          | 渡邊一 佐賀野櫻子      | 不適用                                                   |
| 第16話   |          | 攻防拉鋸戰                 |            | 石井輝            | 石井輝                              | 古德真美、金容植 | 古德真美、金容植                                                              | 渡邊一 石崎裕子        | 不適用                                                   |
| 第17話   |          | 貴公子復活！！             | 樋口達人   | 西田正義          | 矢口圓                              | 西田美彌子 | 西田美彌子                                                                    | 渡邊一                 | 不適用                                                   |
| 第18話   |          | 四強集結！                 | 森地夏美   | 大原實            |                                     | 西山優衣、王敏、周健 | 西山優衣、王敏、周健                                                          | 松岡謙治               | 不適用                                                   |
| 第19話   |          | 火球的真面目               | 富岡淳廣   | 西田正義          | 川部真也                            | 鳥山冬美、松下清志、松本勝次 | 鳥山冬美、松下清志、松本勝次                                                  | 渡邊一                 | 不適用                                                   |
| 第20話   |          | 開戰！！日本對法國         | 福嶋幸典   | 臼井文明          | 臼井文明                            | KAI工作室、西山優衣、江上夏樹 | KAI工作室、西山優衣、江上夏樹                                                 | 松岡謙治               | 不適用                                                   |
| 第21話   |          | 10人VS.11人                |            | 西田正義          | 吉川志我津                          | 古德真美、金容植 | 古德真美、金容植                                                              | 渡邊一                 | 不適用                                                   |
| 第22話   |          | 美獸來襲                   | 森地夏美   | 影山楙倫          | 白鷺次郎                            | 、劉軍 | 、劉軍                                                                        | 佐賀野櫻子             | 不適用                                                   |
| 第23話   |          | 岬VS.皮埃爾                | 福嶋幸典   | 石井輝            | 石井輝                              | 西山優衣、魏旭龍、谢鑫、杜衛峰、廖雪宇                                                                                                   | 西山優衣、魏旭龍、谢鑫、杜衛峰、廖雪宇                                        | 渡邊一 松岡謙治        | 不適用                                                   |
| 第24話   |          | 雨中的延長賽               | 南幸大     | 小林彩            | 小林彩                              | 齊藤香織、清水勝祐、平馬浩司 | 齊藤香織、清水勝祐、平馬浩司                                                  | 渡邊一                 | 不適用                                                   |
| 第25話   |          | 浴血死守                   | 福嶋幸典   | 大原實            |                                     | 飯飼一幸、李盛進 | 飯飼一幸、李盛進                                                              | 古德真美               | 不適用                                                   |
| 第26話   |          | 召喚奇蹟之拳               |            | 西田正義          | 矢口圓                              | 西田美彌子、王敏、周健 | 西田美彌子、王敏、周健                                                        | 石崎裕子               | 不適用                                                   |
| 第27話   |          | 決勝的獅子們               | 富岡淳廣   | 室谷靖            | 黑田晃一郎                          | 興村忠美、濱田勝 | 興村忠美、濱田勝                                                              | 渡邊一 松岡謙治        | 不適用                                                   |
| 第28話   |          | 射門風暴                   | 森地夏美   | 石井輝            | 石井輝                              | 江上夏樹、李盛進 | 江上夏樹、李盛進                                                              | 渡邊一 古德真美        | 不適用                                                   |
| 第29話   |          | 施奈德VS.若林              |            |                   |                                     | 宇津木勇、齊藤香織、佐賀野櫻子、清水勝祐                                                                                                 | 宇津木勇、齊藤香織、佐賀野櫻子、清水勝祐                                      | 小倉典子 平馬浩司      | 不適用                                                   |
| 第30話   |          | 火焰的先馳得點             | 福嶋幸典   | 影山楙倫          | 宅野誠起                            | 西山優衣、西田美弥子、楠田悟 | 西山優衣、西田美弥子、楠田悟                                                  | 松岡謙治               | 不適用                                                   |
| 第31話   |          | 史上最強射門               | 富岡淳廣   | 吉川志我津        | 吉川志我津                          | 飯飼一幸、魏旭龍、謝鑫、杜衛峰 | 飯飼一幸、魏旭龍、謝鑫、杜衛峰                                                | 渡邊一                 | 不適用                                                   |
| 第32話   |          | 四分五裂的帽子             | 森地夏美   | 石井輝            | 石井輝                              | 高瀨言、山下聖美、閔賢叔 權勇相、安孝貞、李手智                                                                                          | 高瀨言、山下聖美、閔賢叔 權勇相、安孝貞、李手智                               | 渡邊一 石崎裕子        | 不適用                                                   |
| 第33話   |          | 回應訊息！                 |            | 西田正義          | 臼井文明                            | 西山優衣、江上夏樹、楠田悟、齊藤香織 | 西山優衣、江上夏樹、楠田悟、齊藤香織                                          | 松岡謙治               | 不適用                                                   |
| 第34話   |          | 看見世界第一了！？         | 南幸大     | 小林彩            | 小林彩                              | 清水勝祐、山下聖美、魏旭龍 | 清水勝祐、山下聖美、魏旭龍                                                    | 渡邊一                 | 不適用                                                   |
| 第35話   |          | 分出勝負！                 | 福嶋幸典   | 小野勝巳          | 石井輝                              | 飯飼一幸、興村忠美、日下岳史 、高瀨言、南部廣海、西脇拓己                                                                                | 飯飼一幸、興村忠美、日下岳史 、高瀨言、南部廣海、西脇拓己                     | 松岡謙治               | 不適用                                                   |
| 第36話   |          | 對大空的誓言               | 富岡淳廣   |                   |                                     | 杜衛峰、魏旭龍 | 杜衛峰、魏旭龍                                                                | 石崎裕子 古德真美      | 不適用                                                   |
| 第37話   |          | 告白！                     | 森地夏美   | 影山楙倫          | 矢口圓                              | 楠田悟、西田美弥子、松本勝次 | 楠田悟、西田美弥子、松本勝次                                                  | 小倉典子               | 不適用                                                   |
| 第38話   |          | 邁向新時光！               | 富岡淳廣   | 室谷靖            | 臼井文明                            | KAI工作室、西山優衣 江上夏樹、興村忠美、齊藤香織 久行宏和、南部廣海、西脇拓己                                                            | KAI工作室、西山優衣 江上夏樹、興村忠美、齊藤香織 久行宏和、南部廣海、西脇拓己 | 渡邊一 松岡謙治        | 不適用                                                   |
| 第39話   |          | 展翅高飛的翼               | 富岡淳廣   | 小林彩            | 宅野誠起                            | 佐賀野櫻子、清水勝祐、高瀨言 平馬浩司、西脇拓己、山下聖美、楠田悟                                                                        | 佐賀野櫻子、清水勝祐、高瀨言 平馬浩司、西脇拓己、山下聖美、楠田悟             | 渡邊一                 | 不適用                                                   |

##### 藍光&DVD（第4作）
| 卷數     | 卷數 | 發售日期       | 收錄話     | 規格編號   | 規格編號   |
| 卷數     | 卷數 | 發售日期       | 收錄話     | BD         | DVD        |
| -------- | ---- | -------------- | ---------- | ---------- | ---------- |
| 小學生篇 | 上   | 2018年10月10日 | 第1－14話  | 1000727580 | 1000727582 |
| 小學生篇 | 下   | 2018年12月12日 | 第15－28話 | 1000727581 | 1000727583 |
| 中學生篇 | 上   | 2019年4月10日  | 第29－40話 | 1000741796 | 1000741798 |
| 中學生篇 | 下   | 2019年6月12日  | 第41－52話 | 1000741797 | 1000741799 |
| 世少篇   | 上   | 2024年3月27日  | 第1－13話  | ANZX-17441 | ANSB-17441 |
| 世少篇   | 中   | 2024年6月26日  | 第14－26話 | ANZX-17443 | ANSB-17443 |
| 世少篇   | 下   | 2024年9月25日  | 第27－39話 | ANZX-17445 | ANSB-17445 |

### OVA版本
- 足球小將歐洲爭霸戰（新足球小將）
日本發售日期：1989年7月至1990年7月
全數:1~13集完（漫畫版中全日本的世少賽篇章）
OP：So Long Dear Friend／演唱者：JETZT
ED：最後的初吻／演唱者：鈴木祥子

##### 各話列表
| 集数 | 题目                       |
| ---- | -------------------------- |
| 1    | 翼飛翔吧！對世界的挑戰     |
| 2    | 敗北！從零開始再次出發     |
| 3    | 復活！黃金組合             |
| 4    | 集結！世界各國的競爭對手們 |
| 5    | 對決！打倒希林狄           |
| 6    | 進發！J-BOYS足球           |
| 7    | 白熱化！天才迪亞斯對全日本 |
| 8    | 決戰！四強的激戰           |
| 9    | 反擊！打破主場的優勢       |
| 10   | 激鬥！浴血奮鬥的死守       |
| 11   | 決勝！鋼鐵巨人挑戰         |
| 12   | 追擊！看見世界第一了嗎？   |
| 13   | 翼飛翔吧！向天空宣誓       |

### 電影
- 足球小將大電影：決戰歐洲
日本上映日期：1985年7月13日
- 足球小將大電影：危險!全日本Jr.
日本上映日期：1985年12月21日
- 足球小將大電影：奔向明日！
日本上映日期：1986年3月15日
- 足球小將大電影：世界大決戰!! JR. 世界盃
日本上映日期：1986年7月12日
- 足球小將大電影J：最強敵人
日本上映日期：1994年12月

### 声优
主要人物各版声优：
| 人物       | 人物 | 第1作（1983年－1986年）           | 第2作（1994年－1995年）                             | 第3作（2001年－2002年）                             | 第4作（2018年－2019年） |
| ---------- | ---- | --------------------------------- | --------------------------------------------------- | --------------------------------------------------- | ----------------------- |
| 大空翼     | 日本 | 小粥洋子                          | 小粥洋子、佐佐木望（中學起）                        | 井上喜久子、關智一（中學起）                        | 三瓶由布子              |
| 大空翼     | 台灣 |                                   |                                                     | 汪世瑋、陳彥鈞（青年）                              | 劉如蘋                  |
| 大空翼     | 香港 | 袁淑珍、李錦綸（成年，第1作除外） | 袁淑珍、李錦綸（成年，第1作除外）                   | 袁淑珍、李錦綸（成年，第1作除外）                   | 王綺婷                  |
| 若林源三   | 日本 | 桥本晃一                          | 三木真一郎                                          | 铃村健一                                            | 铃村健一                |
| 若林源三   | 台灣 | 劉傑                              |                                                     | 陳彥鈞                                              | 陳彥鈞                  |
| 若林源三   | 香港 | 林保全                            | 林保全                                              | 林保全                                              | 陳健豪                  |
| 日向小次郎 | 日本 | 鈴置洋孝、成田劍                  | 檜山修之                                            | 松本梨香、子安武人（青年）                          | 佐藤拓也                |
| 日向小次郎 | 台灣 |                                   |                                                     | 劉如蘋、孫誠（青年）                                | 王辰驊                  |
| 日向小次郎 | 香港 | 馮錦堂                            | 馮錦堂                                              | 馮錦堂                                              | 黃榮璋                  |
| 岬太郎     | 日本 | 山田榮子                          | 小林优子、结城比吕（青年）                          | 雪乃五月、鸟海浩辅（青年）                          | 福原綾香                |
| 岬太郎     | 台灣 | 于正昌                            |                                                     | 林沛笭、賀宇傑（青年）                              | 張立昂                  |
| 岬太郎     | 香港 | 樂蔚                              | 黃鳳英、郭志權（青年）                              | 黃鳳英、郭志權（青年）                              | 顧詠雪                  |
| 三杉淳     | 日本 | 木藤玲子→溝口绫（中學）           | 绪方惠美、太田真一郎（青年）                        | 折笠爱、宫崎一成（青年）                            | 齊藤壯馬                |
| 三杉淳     | 台灣 | 于正昌                            |                                                     | 黃天佑（青年）                                      | 賈文安                  |
| 三杉淳     | 香港 | 梁緻盈                            | 盧素娟（第2作第1集及第3作）、 何國星（成年，第2作） | 盧素娟（第2作第1集及第3作）、 何國星（成年，第2作） | 顧詠雪                  |
| 石崎了     | 日本 | 丸山裕子                          | 佐藤智惠、山口胜平（青年）                          | 高乃丽                                              | 田村睦心                |
| 石崎了     | 台灣 | 吕佩玉                            |                                                     | 孫誠（青年）                                        | 賈文安                  |
| 石崎了     | 香港 | 方煥蘭                            | 區瑞華、陳永信（成年）                              | 區瑞華、陳永信（成年）                              | 姜嘉蕾                  |
| 罗伯特本乡 | 日本 | 田中秀幸                          | 堀秀行                                              | 宫本充                                              | 小西克幸                |
| 罗伯特本乡 | 台灣 | 楊少文                            |                                                     | 黃天佑                                              | 王辰驊                  |
| 罗伯特本乡 | 香港 | 盧國權                            | 盧國權                                              | 盧國權                                              | 何偉誠                  |
| 中泽早苗   | 日本 | 坂本千夏                          | 泷本富士子                                          | 榎本温子                                            | 原紗友里                |
| 中泽早苗   | 台灣 | 魏晶琦                            |                                                     | 連婉鈞                                              | 連婉鈞                  |
| 中泽早苗   | 香港 | 黃麗芳                            | 黃麗芳                                              | 黃麗芳                                              | 羅婉楓                  |

## 遊戲
| 日文標題                             | 中文標題                           | 平台                                         | 發行公司       | 發售日期       |
| ------------------------------------ | ---------------------------------- | -------------------------------------------- | -------------- | -------------- |
| キャプテン翼                         | 足球小將翼                         | 紅白機                                       | 特庫摩         | 1988年4月28日  |
| キャプテン翼II スーパーストライカー  | 超級前鋒                           | 紅白機                                       | 特庫摩         | 1990年7月20日  |
| キャプテン翼VS                       | 足球小將翼VS                       | Game Boy                                     | 特庫摩         | 1992年3月27日  |
| キャプテン翼III 皇帝の挑戦           | 足球小將翼III 皇帝的挑戰           | 超級任天堂                                   | 特庫摩         | 1992年7月17日  |
| キャプテン翼IV プロのライバルたち    | 足球小將翼IV 職業對手們            | 超級任天堂                                   | 特庫摩         | 1993年4月3日   |
| キャプテン翼                         | 足球小將翼                         | Mega-CD                                      | 特庫摩         | 1994年9月30日  |
| キャプテン翼V 覇者の称号カンピオーネ | 足球小將翼 霸者的稱號              | 超級任天堂                                   | 特庫摩         | 1994年12月9日  |
| キャプテン翼J 全国制覇への挑戦       | 足球小將翼J 稱霸全國的挑戰         | Game Boy                                     | 萬代南夢宮遊戲 | 1995年9月14    |
| キャプテン翼J THE WAY TO WORLD YOUTH | 足球小將翼J THE WAY TO WORLD YOUTH | 超級任天堂                                   | 萬代南夢宮遊戲 | 1995年11月17日 |
| キャプテン翼J GET IN THE TOMORROW    | 足球小將翼J GET IN THE TOMORROW    | PlayStation                                  | 萬代南夢宮遊戲 | 1996年5月3日   |
| キャプテン翼 栄光の軌跡              | 足球小將翼 榮耀的軌跡              | Game Boy Advance                             | 科樂美         | 2002年2月21日  |
| キャプテン翼 新たなる伝説・序章      | 足球小將翼 新的傳説・序章          | PlayStation                                  | 科樂美         | 2002年5月16日  |
| キャプテン翼 黄金世代の挑戦          | 足球小將翼 黄金世代的挑戰          | 任天堂GameCube                               | 科樂美         | 2002年9月12日  |
| キャプテン翼                         | 足球小將翼                         | PlayStation2                                 | 萬代南夢宮遊戲 | 2006年10月19日 |
| キャプテン翼 激闘の軌跡              | 足球小將翼 激鬥的軌跡              | 任天堂DS                                     | 科樂美         | 2010年5月20日  |
| キャプテン翼 RISE OF NEW CHAMPIONS   | 隊長小翼：新秀崛起                 | PlayStation 4 任天堂Switch Microsoft Windows | 萬代南夢宮娛樂 | 2020年8月27日  |

### 手機遊戲
- 《足球小將翼：夢幻隊伍》（Captain Tsubasa: Dream Team）
- 《隊長小翼：最強王牌》（Captain Tsubasa: Ace），DeNA取得動畫《隊長小翼》（足球小將翼）正版IP授權，發行的足球競技手遊。對應平台為iOS／Android。

## 舞台劇
2017年改編成舞台劇，是漫畫首次同類改編，利用最新的数碼技术，集合戏剧、舞蹈、武術、錯覺及虚拟现实，重現漫畫中各種神技，使觀眾能以五感享受其中。總導演顧問為蛯名健一。編劇・導演顧問為加世田剛，編排為松永一哉。

### 概要
舞台劇《超體感舞台劇 〈足球小將〉》
上演期間・會場
- 2017年8月18日 - 9月3日（Zepp藍劇場六本木（日语：Zeppブルーシアター六本木））

製作團隊
- 總導演 - 蛯名健一
- 編劇・導演顧問 - 加世田剛
- 編排 - 松永一哉

## 爭議
本漫畫自出現以來惹來了不少的爭議：

### 故事情節前後不一
- 故事初期，曾講述若林源三率領修哲小學於去年全國大賽冠軍，與高杉、來生、瀧一、井澤被視為奪冠功臣。在翼加入南葛小學後，修哲小學與其他小學球員合組為南葛SC代表南葛市參加全國大賽，為衛冕冠軍。然而，除若林及井澤表現較突出外，其餘球員表現平平，如去年大賽的神射手來生，卻多次代表南葛SC射門失敗。
- 故事一開始講述日向、三杉、松山等人的實力已超越一般中學生水平，而故事中期講述德仔加入明和小學的過程中，日向曾表示「自己雖只有是五年級生，但球技卻比所有六年級生好」。若屬實，明和FC、富良野小學等實力應遠比修哲小學為高，但修哲好像對其實力不太了解。
- 小學篇日向挑戰若林成功後，翼原欲向其挑戰但被太郎阻止並解釋不宜過早展示實力。翼在其後的外團賽申每場比賽中上演帽子戲法，全日本報章亦有報導。然而，透過報章得知南葛SC打入全國大賽的日向，卻仍未知翼的實力。
- 「世少盃」前漢堡對日本，史奈達已射出了火焰射球，但到了決賽周西德對烏拉圭，作者詳細描寫火焰射球的原理和其他人的反應，彷彿是此必殺射門的初次登場。
- 世青盃外圍賽第一圈擊敗泰國後，作者已說明世青盃外圍賽第二圈於馬來西亞舉行，但之後正式比賽變成了印尼（雅加達），作者未有解釋。
- 世青杯亞洲外圍賽源三被肖俊光從禁區外射球破門，為其生平首次被對手從禁區外射破大門，但之後決賽被拿度尼再從禁區外射球破門扳平2:2，作者又描述這是第一次禁區外射破，令讀者摸不著頭腦。
- 勞比杜上任巴西隊領隊後認為過往培育大空翼的10號球員打法已落伍，他帶領的巴西隊並不需要10號球員，其後世青決賽被大空翼扳平後，他又表示其實準備了巴西隊之皇牌10號-世界球王拿度尼。

### 故事情節不合邏輯
- 所有必殺射門如果威力足以射穿網射爛牆，任何生物嘗試阻擋基本上其後果是致命的，源三及其他頂級門將竟然可以直接以雙手接住。
- 若島津健在明和小學時施展的「三角踢接球」，利用門柱反彈接球，假設對方球員射門時速70公里，他反彈撲救的速度便是時速46.5公里，可以7.8秒完成100米（世界紀錄為9.58秒）[74]。
- 源三“擋出所有禁區外射門”的絕技，意味著所有對手的自由球（因為必定在禁區外）也無法攻破他。
- 小學六年級的翼，射門可以由山上踢至山下的若林家中。
- 小學篇南葛對武藏，三杉淳比賽途中心臟病發竟然選擇繼續比賽（此行為等於自殺），而且比南葛後衛還要跑得快。
- 小學時，翼的隊友包括岬太郎、石崎了、井澤守、岸田猛、瀧一、來生哲兵，日向小次郎比較強的隊友只有澤田，但也跟对方差不多位置的岬太郎有明显差距，南葛門將若林源三亦比若島津健強，南葛整體實力比所有其他由個別球員獨力支撐的球隊強大很多，但南葛的比賽卻往往非常緊湊。
- 一眾主角在80年代參與「世少盃」（西德仍然存在），30年後漫畫仍在描述主角參與由23歲以下球員參與的奧運足球。
- 「世少盃」前的日本隊集訓，巧立名目地要選出最強的陣容，而令部份不合格之球員落選，但背後其實早已預留席位給岬（因為11號球衣早已預留）、翼、源三和三杉。
- 「世少盃」前對漢堡，史奈達在己隊的球門前以火焰射球施射，若島津健擋出後手套已經因此破損，按照此射球的威力推算，史奈達入第三球時若島津健由於近距離硬擋，根本難以於世少盃再為日本效力。
- 翼、源三和小次郎早已達到日本國家隊的實力，但翼只曾在世少盃後入選一次且表現出色，源三和小次郎則未曾入選。
- 現實世界中，球員們如要在國際賽中提升實力，最佳辦法便是加入職業球會比賽，以吸收更多比賽經驗。然而，在世青盃外圍賽開始前，多名日本隊成員以「專注世青盃比賽」為由，拒絕加盟日本職業聯賽，只透過平日的訓練加強實力。從當時效力巴西聖保羅的翼、德甲漢堡的若林及意甲國際米蘭的葵新伍與沒有參加球會的日本球員實力相差甚遠便足以證明。
- 「世青篇」對烏拉圭一役，主角們的必殺射門威力可以射穿網射爛牆，但竟然會受逆風影響令威力大減。
- 世青盃瑞典為了在決賽前避開巴西，故意次名出線，最佳辦法顯然是先確定出線資格，然後在最後一仗副選上陣故意敗給德國，達成目的同時也可以讓一眾主力為其後的淘汰賽養精蓄銳。但瑞典卻選擇了在首兩戰打成平手，在最後一仗面對德國非勝不可，否則便分組賽出局。
- 世青盃德國對瑞典一仗，德國賽前6分，瑞典2分，美國及哥倫比亞各1分。德國在已經確定首名出線的情況下，竟然仍在最後一仗盡遣正選球員上陣，而不讓主力球員休息。
- 「世青篇」火野龍馬在分秒必爭的球賽中，使用的龍捲風射球射前先令身體自轉，此舉直接增加被敵衛剷傷之風險，就算不受傷，對方也可以預先攔截。同理，瑞典的利雲絕招利雲射球也是一樣(旋轉皮球)。
- 為了故事平衡，即使大空翼盤球突破扭過所有後衛，往往面對門將時必定選擇施射（為了給門將有機會擋出他的射門），而不會再扭過門將射空門而入。
- 由世少盃起直至奧運（包括大部分的外圍賽），部分球員在入選後，哪怕已經出線也不會被用上。

### 千篇一律的情節
- 翼的球隊面對強敵的大部份比賽都曾經落後，最終反勝，經常在臨完場前絕殺對手，絕殺入球者大部份情況下都是翼。
- 翼的對手在比賽前都很傲慢，落敗後對翼心悅誠服，變得謙虛。
- 大空翼自中學篇開始改打中場，但觀乎其之後打法，仍是一如以往地自行盤扭與射門，實際替球隊組織攻勢和鋪橋搭路的次數其實不多，轉打中場只是令其由較後位置開始盤扭，所謂所有攻勢由他作起點，只是由他開始盤扭之意思。
- 翼在每一場比賽必定有入球，如果翼的球隊射入了多球，當中一定超過一半是翼的入球或助攻。（如：世少盃對阿根廷/世青盃對烏拉圭。）
- 日向每逢決賽必定有其中一入球是「這一腳包含了我的一切」式的怒射，而這一腳是日向在整場比賽唯一的亮點。
- 翼和岬的「黃金組合」踢法，其實十居其九都是互相傳球進攻。
- 除了對魚腩球隊，絕大部份比賽翼的球隊只會贏一球。

### 對人物的持份不一
- 高中全國大賽之後，中西太一作為分組賽不失一球的門將在中學後一直沒有加盟任何球會，但卻入選了奧運的大軍。反而富良野的門將加藤六年來（初高及高中）一直帶領球隊，但從世少以來連作為森崎有三的後備也沒有機會。然而森崎的表現非常差，從來沒有出場。
- 翼在整個故事正式比賽只曾落敗一次，反而其他球員如日向、松山，甚或最大對手史耐達、拿度尼等都曾敗過翼以外的對手。
- 小學全國大賽決賽南葛之所以獲得最後勝利，最主要原因是由於第一場比賽對明和落敗。若決賽與明和打成平手，翼便無法證明自己比日向強。故此，作者才安排翼在最後決賽獲勝，更不只要勝一球而是兩球，那麼南葛與明和兩次對陣的總比數便可領先。
- 初中全國大賽決賽打成平手，如果進入互射12碼，擁有若島津健的東邦將有很大優勢，雙冠軍的情節能夠避免翼落敗。
- 在初中全國大賽中表現出色的石田及澤木（"南宇和"及"明和東"的主將）並未隨隊遠征歐洲，機會反而落在根本就是超級菜鳥的石崎和森崎，以及來生、高杉真吾和瀧一，相繼在首圈及次圈出局的早田誠（東一初中）/立花兄弟（花輪初中），甚至是沒有出現在初中全國大賽正賽的新田（大友中學）。
- 多位人物自被翼擊敗後，例如後衛早田、次藤、前鋒新田，他們粉墨登場時幾乎殺大空翼一個措手不及，但成為日本隊隊友後則變成菜鳥水平（新田已經比較好），然而到了奧運仍然可以讓他們成為正選。
- 日本隊之所以所向無敵，最大功臣其實不是翼而是源三，因為對手是極難攻入源三把守的龍門，作者深知這一點，為了故事平衡往往安排源三較少比賽中出場或帶傷上陣以增加失球機會，事實上，由若島津健把關對外國球隊往往每場會失4-5球，以凸顯源三的神級地位。在奧運賽事中，由於若島津健可以作為前鋒上陣，日本在若林守門下失球大幅減少，更可以證明這一點。
- 若島津健世青盃外圍賽前不甘當源三的後備，宣佈離開日本青年隊時，曾在背對小次郎的情況下，回身單手接下小次郎的猛虎射球。這場面強烈表示他的實力已經和源三不相伯仲，但到了世青賽分組賽卻打回原形，被對方不斷入球。
- 多支球隊自被日本打敗後，立即變成弱旅，世少盃意大利首戰實力不俗，次戰卻在以0：5不敵阿根廷;世青盃分組賽日本艱難擊敗烏拉圭，巴西卻以6：0擊敗烏拉圭
- 葵新伍在葵之章登場時被描寫為腳法細膩，技術精湛之球員，但到加入日本隊後則被強調為有用不盡氣力之熱血球員，整體能力被下調了。
- 葵新伍在世青盃表現出色，回到球會國際米蘭卻無法升上一隊，最終只能加盟意大利丙級聯賽球隊阿爾比斯。
- 世青盃決賽尾段出場的巴西球員拿度尼實力明顯比翼更強，但後來國家打吡再次碰頭時實力明顯大幅減弱了。

### 作者對球例認知不足
- 在比賽中用門框借力，站在球門上這些行為，實際球例並不允許。
- 用其他球員借力跳躍或協助射球及擋球實際球例並不允許。
- 球證經常在有翼或其他主角系人物（例如太郎、日向、若林）在的球隊入球奠勝一刻結束比賽，現實中通常至少再補時十多秒。
- 經常合理化對受傷球員作出故意侵犯的行為，每當其他人指責這些行為時，受傷球員往往指這是體育精神。例如吉良曾斥責日向不應因三衫患心臟病而手下留情，應一向踢向其心臟；次藤明知小翼受傷仍猛烈撞向其左肩；「世青盃」對瑞典，赤井被利雲踢至重創至倒地後雙方依然若無其事繼續比賽，反而利雲拿到球後不作單刀攻門而踢出界外，旁述還說“這是一場多麽公平的比賽”。如果現實的賽事中有類似行為，球員有可能被停賽處罰。
- 早田在「世少盃」四強紅牌被逐離場，事後亦未有被推翻紅牌，但到了決賽卻不需要停賽。
- 「世青篇」決賽週舉行前，小翼因拒絕回聖保羅球會而被聖保羅解約，按道理在世青盃後已是自由身。唯在「Road to 2002」中，小翼仍可代表聖保羅上陣，其後更高價加盟巴塞隆拿。
- 「世青篇」中，日本的日向對意大利一役只入了兩球，作者居然說這個是「帽子戲法」。
- 由「1998世界盃」起，從後剷跌對方球員99%會被判直接紅牌離場（此前機會也不少）；最後一名防守球員犯規也是難逃紅牌。可是「Rising Sun」日本對德國一役（創作概念應參考2014年後的世界），德國的泰卡波蘭在符合這兩個條件的犯規下居然只是被罰黃牌。

### 故事情節不符合球壇發展
- 世少賽於80年代並沒有在歐洲比賽，首次出現是1991年。
- 世青賽從來沒有在任何發生戰爭的國家/地區主辦而需要另覓主辦地點。
- 「Road to 2002」中，主角大空翼加盟巴塞隆納，日向也有加盟祖雲達斯，可是巴塞隆納及祖雲達斯的一隊於90年代從來沒有收購來自亞洲的球員，最接近的也是2011年久保建英加入了巴塞隆納梯隊，為巴塞隆納U-11梯隊效力。(惟因為巴塞隆納違規被迫走，至今也沒有加盟巴塞隆納)。而當前高橋仁胡目前在巴塞隆納U-19效力。
- 同樣地，拜仁慕尼黑也未有日本人加盟直到2011年宇佐美貴史以租借的形式加盟一年，所以若林表示在「Rising Sun」後轉會至拜仁慕尼黑不合理。
- 「Rising Sun」中，日本及德國奧運代表隊沒有超齡球員入選。一般代表隊都不會這樣做。
- 「Rising Sun」中，1992奧運的分組賽D組當中，德國的首戰對上塞爾維亞。但是當時根本沒有塞爾維亞。塞爾維亞（國家隊）於2006年後才正式出現（2006仍為塞爾維亞和黑山），而1992年應為南斯拉夫。而且南斯拉夫於1992年發生內戰，連歐洲國家盃都不能舉辦，其球員大多都被戰事牽涉到，如此一來根本無可能派上11人參加奧運。
- 「Rising Sun」中，1992奧運的淘汰賽當中，日本於加時換上第四人，然而當時根本沒有這樣的球例。
- 「世少盃」決賽於80年代，翼和小次郎為初中三年級，大部份角色初中畢業後參與第一屆世少盃外圍賽(1985年)。三年後大部份角色高中畢業後參與世青盃外圍賽(1988年)。但作者以90年代的賽事作為世青盃前日本要入世青盃的鼓勵。在日本對泰國一戰，旁述表示分別效力巴西和意大利球隊的翼和新伍為1994年世界盃決賽組合。世青盃後小次郎加盟祖雲達斯，首戰對手帕爾馬的杜林回憶時提及曾奪得1998年世界盃冠軍。

### 漫畫中的情節發展長短不一
高橋陽一在描述不同比賽時，情節長短不一，對某些賽事可以著墨極多，但對其他比賽只是用極少篇幅描述甚至輕輕帶過，其中下列的情況尤其明顯：
- 中學全國大賽，作者用了5本書的篇幅描繪南葛東邦"陳腔濫調"的決賽，雖然一如以往地彷彿只有翼和小志強比賽（所有入球當然只可以由兩人射入），最後打成4-4竟"宣布"兩隊成為雙冠軍。
- 「世青篇」中，高橋陽一完全沒有描繪兩場準決賽（分別由巴西對德國及由日本對荷蘭），只以一份報紙報導略過；
- 「Road to 2002」中，區區一場國家打吡居然用了六本書描述賽事，而且該場比賽彷彿只有翼和拿度尼兩人對賽；
- 「Golden 23」中，最後一圈的奧運賽事，僅略為描述中間的比賽，再用四本描述對澳大利亞的最終戰；
- 「Rising Sun」中，巴西對德國以及日本對德國一役再次出現大幅度描述的情況。

## 對現實世界的影響
《足球小將》吸引了許多少年投身足球事業，包括前日本國家隊代表高原直泰、中田英壽、亚历山德罗·德尔·皮耶罗、費蘭度·托利斯、齐内丁·齐达内、利昂内尔·梅西、阿莱克西斯·桑切斯、安德烈亚·皮尔洛、塞尔希奥·阿奎罗與Pham Van Quyen。
由於漫畫大受歡迎，高橋陽一除了可以在世界各地取材之外，更把部份真實球員和教练加入故事中，例如、图拉姆、范德萨、费尔南多·托雷斯、罗纳尔迪尼奥和范加尔等等。
周星馳受到漫畫啟發而創作香港電影《少林足球》。
因漫畫大受歡迎，高橋陽一的家鄉東京都葛飾區多處豎立了大空翼銅像。
2016年巴西里約熱內盧奧運會閉幕禮，預告2020年東京奧運會的片段中出現了大空翼與中澤早苗的片段。
2022年國際足協世界盃E組比赛期间，在日本对阵德国及西班牙的比赛中，日本先後打敗他們在分組賽意外出線。而原作者高桥阳一表示，在自己40年前去德国取材时，认为日本队不可能打进世界杯，战胜德国队更是做梦都不敢想。
2020年東京奧運會 - 男子足球比賽將採用以足球小將主角大空翼為主題設計的足球。

## 外部連結
漫畫相關
- RISING SUN （页面存档备份，存于） （日語）－集英社GRAND JUMPZ官方網站。
-足球小將翼 DREAM PROJECT 2014官方的Facebook專頁 （日語）
- Captin Tsubasa Golden 23 （日語）（2007年10月11日的檔案館）

動畫相關
- 東京電視台官方網站 （页面存档备份，存于） （日語）
- 東京電視台 -animeteleto-「隊長小翼 (2018年版)」官方網站 （页面存档备份，存于） （日語）
- OVA （页面存档备份，存于） （日語）－J.C.STAFF作品官方網站。
- 動畫電影「足球小將：最強之敵！荷蘭青年軍」 （页面存档备份，存于） （日語）－J.C.STAFF作品官方網站。
- （页面存档备份，存于） （日語）－TOKYO MX（再放送）動畫官方網站。
- .   [2019-05-01]. （原始内容存档于2015-08-01）. （意大利文）

遊戲相關
- 遊戲官方網站 （页面存档备份，存于） （日語）
- 黃金搭檔 任天堂版足球小將全作品介紹 （页面存档备份，存于） （日語）